# فهرست خورشیدگرفتگی‌های سده ۱۸ (میلادی)
این فهرست شامل خورشیدگرفتگی‌های قرن ۱۸ میلادی است که در طی سال‌های ۱۷۰۱ تا ۱۸۰۰ میلادی روی داده‌اند. در این دوره، ۲۵۱ خورشیدگرفتگی رخ داد که ۹۲ مورد آن خورشیدگرفتگی جزئی، ۷۸ مورد خورشیدگرفتگی حلقه‌ای، ۶۲ خورشیدگرفتگی کامل و ۱۹ مورد نیز از نوع خورشیدگرفتگی مرکب بود.
| تاریخ           | زمان بزرگ‌ترین گرفت | چرخهٔ ساروس | نوع    | قدر    | مدت زمان          | مکان                                            | مسیر گرفتگی            | ناحیهٔ جغرافیایی | منبع(ها) |
| --------------- | ------------------ | ---------- | ------ | ------ | ----------------- | ----------------------------------------------- | ---------------------- | --------------- | -------- |
| ۷ فوریه ۱۷۰۱    | ۲۳:۰۴:۵۳           | ۱۱۶        | حلقه‌ای | ۰٫۹۲۱۹ | ۰۹ دقیقه ۵۵ ثانیه | ۲۵°۵۴′شمالی ۱۷۱°۴۲′غربی / ۲۵٫۹°شمالی ۱۷۱٫۷°غربی | ۳۹۳ کیلومتر (۲۴۴ مایل) |                 | [ ۱ ]    |
| ۴ اوت ۱۷۰۱      | ۰۹:۳۱:۴۴           | ۱۲۱        | کامل   | ۱٫۰۵۲۱ | ۰۵ دقیقه ۰۶ ثانیه | ۹°۲۴′جنوبی ۳۳°۴۲′شرقی / ۹٫۴°جنوبی ۳۳٫۷°شرقی     | ۱۹۳ کیلومتر (۱۲۰ مایل) |                 | [ ۱ ]    |
| ۲۸ ژانویه ۱۷۰۲  | ۰۱:۳۷:۱۰           | ۱۲۶        | حلقه‌ای | ۰٫۹۶۳۶ | ۰۴ دقیقه ۱۴ ثانیه | ۲۱°۱۲′جنوبی ۱۵۹°۳۶′شرقی / ۲۱٫۲°جنوبی ۱۵۹٫۶°شرقی | ۱۳۲ کیلومتر (۸۲ مایل)  |                 | [ ۱ ]    |
| ۲۴ ژوئیه ۱۷۰۲   | ۲۱:۳۸:۵۱           | ۱۳۱        | مرکب   | ۱٫۰۰۰۱ | ۰۰ دقیقه ۰۱ ثانیه | ۳۸°۲۴′شمالی ۱۴۰°۲۴′غربی / ۳۸٫۴°شمالی ۱۴۰٫۴°غربی | ۱ کیلومتر (۰٫۶۲ مایل)  |                 | [ ۱ ]    |
| ۱۷ ژانویه ۱۷۰۳  | ۱۱:۲۴:۲۵           | ۱۳۶        | مرکب   | ۱٫۰۱۲۰ | ۰۰ دقیقه ۵۰ ثانیه | ۶۷°۵۴′جنوبی ۲۲°۱۲′شرقی / ۶۷٫۹°جنوبی ۲۲٫۲°شرقی   | ۶۱ کیلومتر (۳۸ مایل)   |                 | [ ۱ ]    |
| ۱۴ ژوئیه ۱۷۰۳   | ۰۲:۳۶:۳۴           | ۱۴۱        | جزئی   | ۰٫۷۵۸۰ | —                 | ۶۷°۵۴′شمالی ۴۶°۱۸′غربی / ۶۷٫۹°شمالی ۴۶٫۳°غربی   | —                      |                 | [ ۱ ]    |
| ۸ دسامبر ۱۷۰۳   | ۱۵:۴۱:۳۰           | ۱۰۸        | جزئی   | ۰٫۴۲۸۱ | —                 | ۶۴°۳۶′شمالی ۲۹°۳۰′غربی / ۶۴٫۶°شمالی ۲۹٫۵°غربی   | —                      |                 | [ ۱ ]    |
| ۷ ژانویه ۱۷۰۴   | ۰۲:۱۴:۵۱           | ۱۴۶        | جزئی   | ۰٫۳۱۷۷ | —                 | ۶۷°۲۴′جنوبی ۳۵°۳۰′غربی / ۶۷٫۴°جنوبی ۳۵٫۵°غربی   | —                      |                 | [ ۱ ]    |
| ۲ ژوئن ۱۷۰۴     | ۱۳:۰۲:۳۶           | ۱۱۳        | حلقه‌ای | ۰٫۹۵۴۲ | ۰۴ دقیقه ۲۶ ثانیه | ۴۹°۰۶′جنوبی ۳°۲۴′شرقی / ۴۹٫۱°جنوبی ۳٫۴°شرقی     | ۵۷۸ کیلومتر (۳۵۹ مایل) |                 | [ ۱ ]    |
| ۲۷ نوامبر ۱۷۰۴  | ۰۵:۳۳:۵۲           | ۱۱۸        | حلقه‌ای | ۰٫۹۹۹۹ | ۰۰ دقیقه ۰۱ ثانیه | ۱۹°۴۲′شمالی ۱۰۴°۵۴′شرقی / ۱۹٫۷°شمالی ۱۰۴٫۹°شرقی | ۱ کیلومتر (۰٫۶۲ مایل)  |                 | [ ۱ ]    |
| ۲۲ مه ۱۷۰۵      | ۱۹:۵۵:۰۶           | ۱۲۳        | مرکب   | ۱٫۰۱۴۷ | ۰۱ دقیقه ۳۲ ثانیه | ۱۲°۱۲′شمالی ۱۱۷°۰۰′غربی / ۱۲٫۲°شمالی ۱۱۷٫۰°غربی | ۵۱ کیلومتر (۳۲ مایل)   |                 | [ ۱ ]    |
| ۱۶ نوامبر ۱۷۰۵  | ۱۳:۲۳:۰۶           | ۱۲۸        | حلقه‌ای | ۰٫۹۵۱۴ | ۰۵ دقیقه ۳۱ ثانیه | ۲۰°۲۴′جنوبی ۲۵°۰۰′غربی / ۲۰٫۴°جنوبی ۲۵٫۰°غربی   | ۱۷۸ کیلومتر (۱۱۱ مایل) |                 | [ ۱ ]    |
| ۱۲ مه ۱۷۰۶      | ۰۹:۳۵:۰۹           | ۱۳۳        | کامل   | ۱٫۰۵۹۱ | ۰۴ دقیقه ۰۶ ثانیه | ۵۱°۳۰′شمالی ۱۵°۱۲′شرقی / ۵۱٫۵°شمالی ۱۵٫۲°شرقی   | ۲۴۲ کیلومتر (۱۵۰ مایل) |                 | [ ۱ ]    |
| ۵ نوامبر ۱۷۰۶   | ۱۴:۲۳:۵۷           | ۱۳۸        | حلقه‌ای | ۰٫۹۱۹۵ | ۰۷ دقیقه ۰۲ ثانیه | ۵۷°۰۰′جنوبی ۷۲°۳۶′غربی / ۵۷٫۰°جنوبی ۷۲٫۶°غربی   | ۴۴۹ کیلومتر (۲۷۹ مایل) |                 | [ ۱ ]    |
| ۲ آوریل ۱۷۰۷    | ۱۸:۱۲:۲۵           | ۱۰۵        | جزئی   | ۰٫۵۰۸۲ | —                 | ۶۱°۰۶′جنوبی ۱۱°۰۶′غربی / ۶۱٫۱°جنوبی ۱۱٫۱°غربی   | —                      |                 | [ ۱ ]    |
| ۲ مه ۱۷۰۷       | ۰۲:۲۸:۱۷           | ۱۴۳        | جزئی   | ۰٫۴۳۳۹ | —                 | ۶۲°۱۲′شمالی ۲۱°۲۴′شرقی / ۶۲٫۲°شمالی ۲۱٫۴°شرقی   | —                      |                 | [ ۱ ]    |
| ۲۵ سپتامبر ۱۷۰۷ | ۲۳:۰۵:۰۵           | ۱۱۰        | جزئی   | ۰٫۱۶۰۳ | —                 | ۶۱°۰۶′شمالی ۸۰°۰۰′غربی / ۶۱٫۱°شمالی ۸۰٫۰°غربی   | —                      |                 | [ ۱ ]    |
| ۲۵ اکتبر ۱۷۰۷   | ۱۴:۱۷:۲۲           | ۱۴۸        | جزئی   | ۰٫۲۵۲۸ | —                 | ۶۱°۳۶′جنوبی ۱۵۱°۱۸′غربی / ۶۱٫۶°جنوبی ۱۵۱٫۳°غربی | —                      |                 | [ ۱ ]    |
| ۲۲ مارس ۱۷۰۸    | ۰۶:۵۱:۳۷           | ۱۱۵        | حلقه‌ای | ۰٫۹۹۱۳ | ۰۰ دقیقه ۴۶ ثانیه | ۳۰°۲۴′جنوبی ۹۸°۱۸′شرقی / ۳۰٫۴°جنوبی ۹۸٫۳°شرقی   | ۳۷ کیلومتر (۲۳ مایل)   |                 | [ ۱ ]    |
| ۱۴ سپتامبر ۱۷۰۸ | ۰۹:۰۰:۲۲           | ۱۲۰        | کامل   | ۱٫۰۲۸۱ | ۰۲ دقیقه ۱۰ ثانیه | ۳۹°۱۲′شمالی ۶۸°۱۸′شرقی / ۳۹٫۲°شمالی ۶۸٫۳°شرقی   | ۱۲۶ کیلومتر (۷۸ مایل)  |                 | [ ۱ ]    |
| ۱۱ مارس ۱۷۰۹    | ۱۲:۱۸:۳۵           | ۱۲۵        | حلقه‌ای | ۰٫۹۴۲۲ | ۰۶ دقیقه ۲۹ ثانیه | ۳°۲۴′شمالی ۵°۵۴′غربی / ۳٫۴°شمالی ۵٫۹°غربی       | ۲۱۶ کیلومتر (۱۳۴ مایل) |                 | [ ۱ ]    |
| ۴ سپتامبر ۱۷۰۹  | ۰۰:۳۲:۲۶           | ۱۳۰        | کامل   | ۱٫۰۷۰۳ | ۰۵ دقیقه ۴۷ ثانیه | ۳°۴۲′شمالی ۱۶۹°۴۲′شرقی / ۳٫۷°شمالی ۱۶۹٫۷°شرقی   | ۲۲۹ کیلومتر (۱۴۲ مایل) |                 | [ ۱ ]    |
| ۲۸ فوریه ۱۷۱۰   | ۱۲:۰۷:۲۹           | ۱۳۵        | حلقه‌ای | ۰٫۹۱۹۴ | ۰۸ دقیقه ۰۰ ثانیه | ۴۲°۳۰′شمالی ۳۱°۱۲′غربی / ۴۲٫۵°شمالی ۳۱٫۲°غربی   | ۵۶۲ کیلومتر (۳۴۹ مایل) |                 | [ ۱ ]    |
| ۲۴ اوت ۱۷۱۰     | ۱۷:۱۷:۱۶           | ۱۴۰        | کامل   | ۱٫۰۵۱۹ | ۰۴ دقیقه ۰۰ ثانیه | ۳۶°۳۰′جنوبی ۱۰۵°۰۶′غربی / ۳۶٫۵°جنوبی ۱۰۵٫۱°غربی | ۲۸۲ کیلومتر (۱۷۵ مایل) |                 | [ ۱ ]    |
| ۱۸ ژانویه ۱۷۱۱  | ۲۲:۲۳:۳۸           | ۱۰۷        | جزئی   | ۰٫۳۰۷۵ | —                 | ۶۳°۳۰′جنوبی ۱۴°۲۴′غربی / ۶۳٫۵°جنوبی ۱۴٫۴°غربی   | —                      |                 | [ ۱ ]    |
| ۱۷ فوریه ۱۷۱۱   | ۱۳:۳۰:۱۵           | ۱۴۵        | جزئی   | ۰٫۰۹۱۹ | —                 | ۶۱°۳۶′شمالی ۸۵°۲۴′غربی / ۶۱٫۶°شمالی ۸۵٫۴°غربی   | —                      |                 | [ ۱ ]    |
| ۱۵ ژوئیه ۱۷۱۱   | ۱۹:۲۲:۱۱           | ۱۱۲        | جزئی   | ۰٫۸۲۱۶ | —                 | ۶۳°۵۴′شمالی ۳۴°۳۶′شرقی / ۶۳٫۹°شمالی ۳۴٫۶°شرقی   | —                      |                 | [ ۱ ]    |
| ۸ ژانویه ۱۷۱۲   | ۰۹:۵۸:۳۹           | ۱۱۷        | کامل   | ۱٫۰۲۵۸ | ۰۱ دقیقه ۴۸ ثانیه | ۶۰°۳۶′جنوبی ۴۹°۱۲′شرقی / ۶۰٫۶°جنوبی ۴۹٫۲°شرقی   | ۱۱۴ کیلومتر (۷۱ مایل)  |                 | [ ۱ ]    |
| ۳ ژوئیه ۱۷۱۲    | ۲۲:۳۴:۵۷           | ۱۲۲        | حلقه‌ای | ۰٫۹۵۰۳ | ۰۵ دقیقه ۱۸ ثانیه | ۴۲°۴۸′شمالی ۱۵۲°۴۲′غربی / ۴۲٫۸°شمالی ۱۵۲٫۷°غربی | ۱۹۴ کیلومتر (۱۲۱ مایل) |                 | [ ۱ ]    |
| ۲۸ دسامبر ۱۷۱۲  | ۰۱:۲۴:۵۵           | ۱۲۷        | کامل   | ۱٫۰۴۶۶ | ۰۴ دقیقه ۱۵ ثانیه | ۲۱°۳۰′جنوبی ۱۵۹°۰۰′شرقی / ۲۱٫۵°جنوبی ۱۵۹٫۰°شرقی | ۱۵۵ کیلومتر (۹۶ مایل)  |                 | [ ۱ ]    |
| ۲۲ ژوئن ۱۷۱۳    | ۲۳:۱۵:۳۹           | ۱۳۲        | حلقه‌ای | ۰٫۹۵۷۶ | ۰۵ دقیقه ۴۵ ثانیه | ۱°۱۸′جنوبی ۱۷۱°۱۲′غربی / ۱٫۳°جنوبی ۱۷۱٫۲°غربی   | ۱۷۰ کیلومتر (۱۱۰ مایل) |                 | [ ۱ ]    |
| ۱۷ دسامبر ۱۷۱۳  | ۱۶:۰۴:۲۰           | ۱۳۷        | مرکب   | ۱٫۰۰۹۴ | ۰۰ دقیقه ۵۶ ثانیه | ۲۳°۰۶′شمالی ۶۴°۴۸′غربی / ۲۳٫۱°شمالی ۶۴٫۸°غربی   | ۴۷ کیلومتر (۲۹ مایل)   |                 | [ ۱ ]    |
| ۱۳ مه ۱۷۱۴      | ۱۸:۳۹:۳۵           | ۱۰۴        | جزئی   | ۰٫۱۰۰۷ | —                 | ۶۹°۲۴′شمالی ۱۰۶°۵۴′شرقی / ۶۹٫۴°شمالی ۱۰۶٫۹°شرقی | —                      |                 | [ ۱ ]    |
| ۱۲ ژوئن ۱۷۱۴    | ۰۴:۴۰:۰۱           | ۱۴۲        | جزئی   | ۰٫۶۹۷۶ | —                 | ۶۶°۴۸′جنوبی ۱۰۵°۴۸′شرقی / ۶۶٫۸°جنوبی ۱۰۵٫۸°شرقی | —                      |                 | [ ۱ ]    |
| ۷ نوامبر ۱۷۱۴   | ۰۹:۰۴:۳۴           | ۱۰۹        | جزئی   | ۰٫۱۷۳۰ | —                 | ۷۰°۰۶′جنوبی ۱۰۳°۵۴′غربی / ۷۰٫۱°جنوبی ۱۰۳٫۹°غربی | —                      |                 | [ ۱ ]    |
| ۷ دسامبر ۱۷۱۴   | ۰۱:۲۷:۰۹           | ۱۴۷        | جزئی   | ۰٫۱۴۲۰ | —                 | ۶۷°۲۴′شمالی ۱۵۹°۰۰′شرقی / ۶۷٫۴°شمالی ۱۵۹٫۰°شرقی | —                      |                 | [ ۱ ]    |
| 3 May 1715      | ۰۹:۳۶:۳۰           | ۱۱۴        | کامل   | ۱٫۰۶۳۲ | ۰۴ دقیقه ۱۴ ثانیه | ۵۹°۲۴′شمالی ۱۷°۵۴′شرقی / ۵۹٫۴°شمالی ۱۷٫۹°شرقی   | ۲۹۵ کیلومتر (۱۸۳ مایل) |                 | [ ۱ ]    |
| ۲۷ اکتبر ۱۷۱۵   | ۰۹:۰۲:۴۸           | ۱۱۹        | حلقه‌ای | ۰٫۹۲۰۶ | ۰۷ دقیقه ۰۲ ثانیه | ۶۲°۳۰′جنوبی ۱۵°۳۰′شرقی / ۶۲٫۵°جنوبی ۱۵٫۵°شرقی   | ۴۹۴ کیلومتر (۳۰۷ مایل) |                 | [ ۱ ]    |
| ۲۲ آوریل ۱۷۱۶   | ۰۲:۲۸:۳۳           | ۱۲۴        | کامل   | ۱٫۰۶۲۵ | ۰۵ دقیقه ۴۳ ثانیه | ۱۱°۴۸′شمالی ۱۴۲°۳۶′شرقی / ۱۱٫۸°شمالی ۱۴۲٫۶°شرقی | ۲۰۵ کیلومتر (۱۲۷ مایل) |                 | [ ۱ ]    |
| ۱۵ اکتبر ۱۷۱۶   | ۱۰:۰۷:۳۹           | ۱۲۹        | حلقه‌ای | ۰٫۹۵۷۰ | ۰۵ دقیقه ۱۰ ثانیه | ۱۲°۳۰′جنوبی ۲۳°۳۰′شرقی / ۱۲٫۵°جنوبی ۲۳٫۵°شرقی   | ۱۵۷ کیلومتر (۹۸ مایل)  |                 | [ ۱ ]    |
| ۱۱ آوریل ۱۷۱۷   | ۱۶:۳۴:۴۰           | ۱۳۴        | مرکب   | ۱٫۰۰۷۲ | ۰۰ دقیقه ۳۹ ثانیه | ۳۹°۳۰′جنوبی ۵۲°۰۶′غربی / ۳۹٫۵°جنوبی ۵۲٫۱°غربی   | ۳۹ کیلومتر (۲۴ مایل)   |                 | [ ۱ ]    |
| ۴ اکتبر ۱۷۱۷    | ۱۸:۰۸:۲۷           | ۱۳۹        | مرکب   | ۱٫۰۱۰۴ | ۰۰ دقیقه ۵۶ ثانیه | ۳۴°۳۶′شمالی ۸۱°۰۶′غربی / ۳۴٫۶°شمالی ۸۱٫۱°غربی   | ۴۷ کیلومتر (۲۹ مایل)   |                 | [ ۱ ]    |
| ۲ مارس ۱۷۱۸     | ۰۷:۳۱:۳۷           | ۱۰۶        | جزئی   | ۰٫۳۲۸۵ | —                 | ۷۱°۴۸′شمالی ۳°۱۲′شرقی / ۷۱٫۸°شمالی ۳٫۲°شرقی     | —                      |                 | [ ۱ ]    |
| ۲۶ اوت ۱۷۱۸     | ۰۰:۴۱:۴۵           | ۱۱۱        | جزئی   | ۰٫۵۸۳۷ | —                 | ۷۱°۱۲′جنوبی ۱۱۳°۴۲′شرقی / ۷۱٫۲°جنوبی ۱۱۳٫۷°شرقی | —                      |                 | [ ۱ ]    |
| ۲۴ سپتامبر ۱۷۱۸ | ۰۸:۳۴:۲۰           | ۱۴۹        | جزئی   | ۰٫۳۸۸۹ | —                 | ۷۲°۰۰′شمالی ۱۳۸°۱۸′شرقی / ۷۲٫۰°شمالی ۱۳۸٫۳°شرقی | —                      |                 | [ ۱ ]    |
| ۱۹ فوریه ۱۷۱۹   | ۰۶:۵۲:۵۷           | ۱۱۶        | حلقه‌ای | ۰٫۹۲۵۰ | ۰۹ دقیقه ۰۱ ثانیه | ۳۰°۳۰′شمالی ۶۸°۳۶′شرقی / ۳۰٫۵°شمالی ۶۸٫۶°شرقی   | ۳۸۴ کیلومتر (۲۳۹ مایل) |                 | [ ۱ ]    |
| ۱۵ اوت ۱۷۱۹     | ۱۶:۵۹:۵۱           | ۱۲۱        | کامل   | ۱٫۰۴۶۶ | ۰۴ دقیقه ۲۷ ثانیه | ۱۶°۴۸′جنوبی ۸۱°۰۶′غربی / ۱۶٫۸°جنوبی ۸۱٫۱°غربی   | ۱۸۱ کیلومتر (۱۱۲ مایل) |                 | [ ۱ ]    |
| ۸ فوریه ۱۷۲۰    | ۰۹:۵۲:۳۱           | ۱۲۶        | حلقه‌ای | ۰٫۹۶۸۱ | ۰۳ دقیقه ۴۰ ثانیه | ۱۷°۲۴′جنوبی ۳۶°۰۶′شرقی / ۱۷٫۴°جنوبی ۳۶٫۱°شرقی   | ۱۱۵ کیلومتر (۷۱ مایل)  |                 | [ ۱ ]    |
| ۴ اوت ۱۷۲۰      | ۰۴:۳۸:۱۵           | ۱۳۱        | حلقه‌ای | ۰٫۹۹۵۷ | ۰۰ دقیقه ۲۷ ثانیه | ۳۱°۰۶′شمالی ۱۱۴°۴۸′شرقی / ۳۱٫۱°شمالی ۱۱۴٫۸°شرقی | ۱۶ کیلومتر (۹٫۹ مایل)  |                 | [ ۱ ]    |
| ۲۷ ژانویه ۱۷۲۱  | ۲۰:۰۵:۱۱           | ۱۳۶        | کامل   | ۱٫۰۱۵۸ | ۰۱ دقیقه ۰۷ ثانیه | ۶۴°۰۰′جنوبی ۱۰۲°۲۴′غربی / ۶۴٫۰°جنوبی ۱۰۲٫۴°غربی | ۷۹ کیلومتر (۴۹ مایل)   |                 | [ ۱ ]    |
| ۲۴ ژوئیه ۱۷۲۱   | ۰۹:۰۶:۵۵           | ۱۴۱        | جزئی   | ۰٫۸۹۹۰ | —                 | ۶۸°۵۴′شمالی ۱۵۵°۱۲′غربی / ۶۸٫۹°شمالی ۱۵۵٫۲°غربی | —                      |                 | [ ۱ ]    |
| ۱۹ دسامبر ۱۷۲۱  | ۰۰:۳۱:۵۱           | ۱۰۸        | جزئی   | ۰٫۴۱۷۲ | —                 | ۶۵°۴۲′شمالی ۱۷۲°۰۰′غربی / ۶۵٫۷°شمالی ۱۷۲٫۰°غربی | —                      |                 | [ ۱ ]    |
| ۱۷ ژانویه ۱۷۲۲  | ۱۱:۰۷:۱۰           | ۱۴۶        | جزئی   | ۰٫۳۲۵۱ | —                 | ۶۸°۳۰′جنوبی ۱۷۹°۵۴′غربی / ۶۸٫۵°جنوبی ۱۷۹٫۹°غربی | —                      |                 | [ ۱ ]    |
| ۱۳ ژوئن ۱۷۲۲    | ۱۹:۴۰:۱۹           | ۱۱۳        | جزئی   | ۰٫۹۰۸۳ | —                 | ۶۵°۱۲′جنوبی ۹۳°۳۰′غربی / ۶۵٫۲°جنوبی ۹۳٫۵°غربی   | —                      |                 | [ ۱ ]    |
| ۸ دسامبر ۱۷۲۲   | ۱۴:۰۷:۳۵           | ۱۱۸        | حلقه‌ای | ۰٫۹۹۵۵ | ۰۰ دقیقه ۲۸ ثانیه | ۱۹°۳۰′شمالی ۲۵°۲۴′غربی / ۱۹٫۵°شمالی ۲۵٫۴°غربی   | ۲۱ کیلومتر (۱۳ مایل)   |                 | [ ۱ ]    |
| ۳ ژوئن ۱۷۲۳     | ۰۳:۰۵:۱۳           | ۱۲۳        | کامل   | ۱٫۰۱۹۶ | ۰۲ دقیقه ۰۵ ثانیه | ۹°۳۶′شمالی ۱۳۶°۰۶′شرقی / ۹٫۶°شمالی ۱۳۶٫۱°شرقی   | ۶۹ کیلومتر (۴۳ مایل)   |                 | [ ۱ ]    |
| ۲۷ نوامبر ۱۷۲۳  | ۲۱:۲۸:۱۶           | ۱۲۸        | حلقه‌ای | ۰٫۹۴۷۱ | ۰۶ دقیقه ۱۲ ثانیه | ۲۲°۰۰′جنوبی ۱۴۵°۱۲′غربی / ۲۲٫۰°جنوبی ۱۴۵٫۲°غربی | ۱۹۵ کیلومتر (۱۲۱ مایل) |                 | [ ۱ ]    |
| ۲۲ مه ۱۷۲۴      | ۱۷:۱۰:۰۹           | ۱۳۳        | کامل   | ۱٫۰۶۴۰ | ۰۴ دقیقه ۳۳ ثانیه | ۵۰°۴۸′شمالی ۹۲°۵۴′غربی / ۵۰٫۸°شمالی ۹۲٫۹°غربی   | ۲۴۷ کیلومتر (۱۵۳ مایل) |                 | [ ۱ ]    |
| ۱۵ نوامبر ۱۷۲۴  | ۲۲:۰۷:۳۸           | ۱۳۸        | حلقه‌ای | ۰٫۹۱۷۴ | ۰۷ دقیقه ۱۵ ثانیه | ۵۹°۵۴′جنوبی ۱۷۵°۰۰′شرقی / ۵۹٫۹°جنوبی ۱۷۵٫۰°شرقی | ۴۴۸ کیلومتر (۲۷۸ مایل) |                 | [ ۱ ]    |
| ۱۳ آوریل ۱۷۲۵   | ۰۲:۱۱:۲۳           | ۱۰۵        | جزئی   | ۰٫۴۱۹۳ | —                 | ۶۱°۲۴′جنوبی ۱۳۹°۳۶′غربی / ۶۱٫۴°جنوبی ۱۳۹٫۶°غربی | —                      |                 | [ ۱ ]    |
| ۱۲ مه ۱۷۲۵      | ۱۰:۱۲:۱۹           | ۱۴۳        | جزئی   | ۰٫۵۴۴۷ | —                 | ۶۲°۴۸′شمالی ۱۰۳°۴۲′غربی / ۶۲٫۸°شمالی ۱۰۳٫۷°غربی | —                      |                 | [ ۱ ]    |
| ۶ اکتبر ۱۷۲۵    | ۰۶:۳۹:۴۲           | ۱۱۰        | جزئی   | ۰٫۰۹۲۳ | —                 | ۶۱°۱۲′شمالی ۱۵۷°۴۲′شرقی / ۶۱٫۲°شمالی ۱۵۷٫۷°شرقی | —                      |                 | [ ۱ ]    |
| ۴ نوامبر ۱۷۲۵   | ۲۲:۰۲:۵۲           | ۱۴۸        | جزئی   | ۰٫۳۰۳۸ | —                 | ۶۲°۰۶′جنوبی ۸۳°۳۰′شرقی / ۶۲٫۱°جنوبی ۸۳٫۵°شرقی   | —                      |                 | [ ۱ ]    |
| ۲ آوریل ۱۷۲۶    | ۱۴:۳۸:۱۶           | ۱۱۵        | حلقه‌ای | ۰٫۹۹۰۶ | ۰۰ دقیقه ۵۲ ثانیه | ۲۹°۱۲′جنوبی ۱۸°۱۸′غربی / ۲۹٫۲°جنوبی ۱۸٫۳°غربی   | ۴۲ کیلومتر (۲۶ مایل)   |                 | [ ۱ ]    |
| ۲۵ سپتامبر ۱۷۲۶ | ۱۶:۵۱:۴۵           | ۱۲۰        | کامل   | ۱٫۰۲۷۳ | ۰۲ دقیقه ۰۷ ثانیه | ۳۸°۰۰′شمالی ۴۹°۰۰′غربی / ۳۸٫۰°شمالی ۴۹٫۰°غربی   | ۱۲۹ کیلومتر (۸۰ مایل)  |                 | [ ۱ ]    |
| ۲۲ مارس ۱۷۲۷    | ۱۹:۴۷:۵۵           | ۱۲۵        | حلقه‌ای | ۰٫۹۴۳۲ | ۰۶ دقیقه ۲۰ ثانیه | ۵°۴۲′شمالی ۱۱۸°۰۰′غربی / ۵٫۷°شمالی ۱۱۸٫۰°غربی   | ۲۱۱ کیلومتر (۱۳۱ مایل) |                 | [ ۱ ]    |
| ۱۵ سپتامبر ۱۷۲۷ | ۰۸:۲۷:۳۱           | ۱۳۰        | کامل   | ۱٫۰۶۸۱ | ۰۵ دقیقه ۳۳ ثانیه | ۲°۱۲′شمالی ۵۱°۲۴′شرقی / ۲٫۲°شمالی ۵۱٫۴°شرقی     | ۲۲۲ کیلومتر (۱۳۸ مایل) |                 | [ ۱ ]    |
| ۱۰ مارس ۱۷۲۸    | ۱۹:۳۸:۵۶           | ۱۳۵        | حلقه‌ای | ۰٫۹۲۳۳ | ۰۷ دقیقه ۲۵ ثانیه | ۴۲°۴۸′شمالی ۱۴۴°۳۶′غربی / ۴۲٫۸°شمالی ۱۴۴٫۶°غربی | ۴۸۵ کیلومتر (۳۰۱ مایل) |                 | [ ۱ ]    |
| ۴ سپتامبر ۱۷۲۸  | ۰۰:۵۹:۲۲           | ۱۴۰        | کامل   | ۱٫۰۴۸۴ | ۰۳ دقیقه ۴۴ ثانیه | ۳۵°۰۰′جنوبی ۱۳۹°۳۶′شرقی / ۳۵٫۰°جنوبی ۱۳۹٫۶°شرقی | ۲۳۶ کیلومتر (۱۴۷ مایل) |                 | [ ۱ ]    |
| ۲۹ ژانویه ۱۷۲۹  | ۰۶:۴۸:۴۳           | ۱۰۷        | جزئی   | ۰٫۲۹۹۳ | —                 | ۶۲°۴۸′جنوبی ۱۴۹°۵۴′غربی / ۶۲٫۸°جنوبی ۱۴۹٫۹°غربی | —                      |                 | [ ۱ ]    |
| ۲۷ فوریه ۱۷۲۹   | ۲۱:۲۷:۰۲           | ۱۴۵        | جزئی   | ۰٫۱۳۴۷ | —                 | ۶۱°۱۲′شمالی ۱۴۶°۳۶′شرقی / ۶۱٫۲°شمالی ۱۴۶٫۶°شرقی | —                      |                 | [ ۱ ]    |
| ۲۶ ژوئیه ۱۷۲۹   | ۰۲:۱۰:۴۰           | ۱۱۲        | جزئی   | ۰٫۶۷۴۶ | —                 | ۶۳°۰۶′شمالی ۷۶°۵۴′غربی / ۶۳٫۱°شمالی ۷۶٫۹°غربی   | —                      |                 | [ ۱ ]    |
| ۲۴ اوت ۱۷۲۹     | ۱۳:۴۸:۳۱           | ۱۵۰        | جزئی   | ۰٫۰۰۶۷ | —                 | ۶۱°۴۲′جنوبی ۹۵°۱۲′غربی / ۶۱٫۷°جنوبی ۹۵٫۲°غربی   | —                      |                 | [ ۱ ]    |
| ۱۸ ژانویه ۱۷۳۰  | ۱۸:۴۵:۱۵           | ۱۱۷        | کامل   | ۱٫۰۲۸۵ | ۰۱ دقیقه ۵۹ ثانیه | ۵۷°۴۸′جنوبی ۷۷°۲۴′غربی / ۵۷٫۸°جنوبی ۷۷٫۴°غربی   | ۱۲۶ کیلومتر (۷۸ مایل)  |                 | [ ۱ ]    |
| ۱۵ ژوئیه ۱۷۳۰   | ۰۴:۵۹:۰۹           | ۱۲۲        | حلقه‌ای | ۰٫۹۴۸۴ | ۰۵ دقیقه ۱۳ ثانیه | ۴۶°۱۸′شمالی ۱۱۵°۵۴′شرقی / ۴۶٫۳°شمالی ۱۱۵٫۹°شرقی | ۲۱۰ کیلومتر (۱۳۰ مایل) |                 | [ ۱ ]    |
| ۸ ژانویه ۱۷۳۱   | ۱۰:۱۷:۴۴           | ۱۲۷        | کامل   | ۱٫۰۴۶۴ | ۰۴ دقیقه ۱۰ ثانیه | ۲۰°۴۲′جنوبی ۲۷°۰۰′شرقی / ۲۰٫۷°جنوبی ۲۷٫۰°شرقی   | ۱۵۵ کیلومتر (۹۶ مایل)  |                 | [ ۱ ]    |
| ۴ ژوئیه ۱۷۳۱    | ۰۵:۴۶:۲۵           | ۱۳۲        | حلقه‌ای | ۰٫۹۶۰۲ | ۰۵ دقیقه ۱۵ ثانیه | ۳°۴۸′شمالی ۹۰°۴۸′شرقی / ۳٫۸°شمالی ۹۰٫۸°شرقی     | ۱۵۳ کیلومتر (۹۵ مایل)  |                 | [ ۱ ]    |
| ۲۹ دسامبر ۱۷۳۱  | ۰۰:۴۶:۵۳           | ۱۳۷        | مرکب   | ۱٫۰۰۶۵ | ۰۰ دقیقه ۳۹ ثانیه | ۲۲°۴۲′شمالی ۱۶۲°۱۲′شرقی / ۲۲٫۷°شمالی ۱۶۲٫۲°شرقی | ۳۲ کیلومتر (۲۰ مایل)   |                 | [ ۱ ]    |
| ۲۲ ژوئن ۱۷۳۲    | ۱۱:۳۸:۴۸           | ۱۴۲        | جزئی   | ۰٫۸۴۵۷ | —                 | ۶۵°۴۸′جنوبی ۹°۱۸′غربی / ۶۵٫۸°جنوبی ۹٫۳°غربی     | —                      |                 | [ ۱ ]    |
| ۱۷ نوامبر ۱۷۳۲  | ۱۶:۵۸:۵۱           | ۱۰۹        | جزئی   | ۰٫۱۳۸۹ | —                 | ۶۹°۱۲′جنوبی ۱۲۵°۱۸′شرقی / ۶۹٫۲°جنوبی ۱۲۵٫۳°شرقی | —                      |                 | [ ۱ ]    |
| ۱۷ دسامبر ۱۷۳۲  | ۰۹:۴۶:۵۷           | ۱۴۷        | جزئی   | ۰٫۱۴۷۰ | —                 | ۶۶°۱۸′شمالی ۲۳°۲۴′شرقی / ۶۶٫۳°شمالی ۲۳٫۴°شرقی   | —                      |                 | [ ۱ ]    |
| ۱۳ مه ۱۷۳۳      | ۱۷:۱۸:۲۹           | ۱۱۴        | کامل   | ۱٫۰۶۵۶ | ۰۴ دقیقه ۰۶ ثانیه | ۶۷°۵۴′شمالی ۹۹°۳۰′غربی / ۶۷٫۹°شمالی ۹۹٫۵°غربی   | ۳۳۹ کیلومتر (۲۱۱ مایل) |                 | [ ۱ ]    |
| ۶ نوامبر ۱۷۳۳   | ۱۶:۴۰:۱۵           | ۱۱۹        | حلقه‌ای | ۰٫۹۱۷۹ | ۰۶ دقیقه ۵۳ ثانیه | ۶۹°۰۰′جنوبی ۱۰۱°۱۲′غربی / ۶۹٫۰°جنوبی ۱۰۱٫۲°غربی | ۵۴۸ کیلومتر (۳۴۱ مایل) |                 | [ ۱ ]    |
| ۳ مه ۱۷۳۴       | ۱۰:۱۵:۵۶           | ۱۲۴        | کامل   | ۱٫۰۶۳۵ | ۰۵ دقیقه ۴۶ ثانیه | ۱۸°۲۴′شمالی ۲۴°۳۶′شرقی / ۱۸٫۴°شمالی ۲۴٫۶°شرقی   | ۲۰۸ کیلومتر (۱۲۹ مایل) |                 | [ ۱ ]    |
| ۲۶ اکتبر ۱۷۳۴   | ۱۷:۵۳:۲۸           | ۱۲۹        | حلقه‌ای | ۰٫۹۵۶۷ | ۰۵ دقیقه ۰۸ ثانیه | ۱۸°۱۲′جنوبی ۹۳°۴۸′غربی / ۱۸٫۲°جنوبی ۹۳٫۸°غربی   | ۱۵۹ کیلومتر (۹۹ مایل)  |                 | [ ۱ ]    |
| ۲۳ آوریل ۱۷۳۵   | ۰۰:۱۱:۳۶           | ۱۳۴        | مرکب   | ۱٫۰۰۷۷ | ۰۰ دقیقه ۴۴ ثانیه | ۳۲°۱۲′جنوبی ۱۷۱°۰۰′غربی / ۳۲٫۲°جنوبی ۱۷۱٫۰°غربی | ۳۸ کیلومتر (۲۴ مایل)   |                 | [ ۱ ]    |
| ۱۶ اکتبر ۱۷۳۵   | ۰۲:۱۰:۳۴           | ۱۳۹        | مرکب   | ۱٫۰۱۱۰ | ۰۱ دقیقه ۰۲ ثانیه | ۲۸°۱۸′شمالی ۱۵۵°۱۲′شرقی / ۲۸٫۳°شمالی ۱۵۵٫۲°شرقی | ۴۸ کیلومتر (۳۰ مایل)   |                 | [ ۱ ]    |
| ۱۲ مارس ۱۷۳۶    | ۱۵:۰۵:۵۵           | ۱۰۶        | جزئی   | ۰٫۲۷۳۳ | —                 | ۷۲°۰۶′شمالی ۱۲۴°۳۰′غربی / ۷۲٫۱°شمالی ۱۲۴٫۵°غربی | —                      |                 | [ ۱ ]    |
| ۱۱ آوریل ۱۷۳۶   | ۰۷:۱۸:۰۷           | ۱۴۴        | جزئی   | ۰٫۰۷۴۸ | —                 | ۷۱°۳۰′جنوبی ۱۳۴°۱۸′شرقی / ۷۱٫۵°جنوبی ۱۳۴٫۳°شرقی | —                      |                 | [ ۱ ]    |
| ۵ سپتامبر ۱۷۳۶  | ۰۸:۳۰:۲۶           | ۱۱۱        | جزئی   | ۰٫۴۷۷۵ | —                 | ۷۱°۴۲′جنوبی ۱۷°۰۶′غربی / ۷۱٫۷°جنوبی ۱۷٫۱°غربی   | —                      |                 | [ ۱ ]    |
| ۴ اکتبر ۱۷۳۶    | ۱۶:۴۱:۳۴           | ۱۴۹        | جزئی   | ۰٫۴۶۷۰ | —                 | ۷۱°۵۴′شمالی ۲°۲۴′شرقی / ۷۱٫۹°شمالی ۲٫۴°شرقی     | —                      |                 | [ ۱ ]    |
| ۱ مارس ۱۷۳۷     | ۱۴:۳۵:۱۷           | ۱۱۶        | حلقه‌ای | ۰٫۹۲۸۳ | ۰۸ دقیقه ۰۴ ثانیه | ۳۶°۰۰′شمالی ۵۰°۰۶′غربی / ۳۶٫۰°شمالی ۵۰٫۱°غربی   | ۳۷۸ کیلومتر (۲۳۵ مایل) |                 | [ ۱ ]    |
| ۲۶ اوت ۱۷۳۷     | ۰۰:۳۲:۰۸           | ۱۲۱        | کامل   | ۱٫۰۴۰۷ | ۰۳ دقیقه ۴۴ ثانیه | ۲۴°۲۴′جنوبی ۱۶۲°۳۰′شرقی / ۲۴٫۴°جنوبی ۱۶۲٫۵°شرقی | ۱۶۷ کیلومتر (۱۰۴ مایل) |                 | [ ۱ ]    |
| ۱۸ فوریه ۱۷۳۸   | ۱۸:۰۲:۳۱           | ۱۲۶        | حلقه‌ای | ۰٫۹۷۳۲ | ۰۳ دقیقه ۰۳ ثانیه | ۱۲°۴۸′جنوبی ۸۶°۴۲′غربی / ۱۲٫۸°جنوبی ۸۶٫۷°غربی   | ۹۶ کیلومتر (۶۰ مایل)   |                 | [ ۱ ]    |
| ۱۵ اوت ۱۷۳۸     | ۱۱:۴۰:۱۲           | ۱۳۱        | حلقه‌ای | ۰٫۹۹۰۷ | ۰۱ دقیقه ۰۰ ثانیه | ۲۳°۴۲′شمالی ۸°۲۴′شرقی / ۲۳٫۷°شمالی ۸٫۴°شرقی     | ۳۳ کیلومتر (۲۱ مایل)   |                 | [ ۱ ]    |
| ۸ فوریه ۱۷۳۹    | ۰۴:۴۱:۱۳           | ۱۳۶        | کامل   | ۱٫۰۲۰۳ | ۰۱ دقیقه ۲۷ ثانیه | ۵۹°۱۲′جنوبی ۱۳۱°۰۰′شرقی / ۵۹٫۲°جنوبی ۱۳۱٫۰°شرقی | ۹۹ کیلومتر (۶۲ مایل)   |                 | [ ۱ ]    |
| ۴ اوت ۱۷۳۹      | ۱۵:۴۰:۵۶           | ۱۴۱        | حلقه‌ای | ۰٫۹۴۰۸ | ۰۳ دقیقه ۵۹ ثانیه | ۷۹°۵۴′شمالی ۴۲°۵۴′شرقی / ۷۹٫۹°شمالی ۴۲٫۹°شرقی   | ۸۰۱ کیلومتر (۴۹۸ مایل) |                 | [ ۱ ]    |
| ۳۰ دسامبر ۱۷۳۹  | ۰۹:۲۲:۰۳           | ۱۰۸        | جزئی   | ۰٫۴۰۶۲ | —                 | ۶۶°۴۲′شمالی ۴۵°۰۶′شرقی / ۶۶٫۷°شمالی ۴۵٫۱°شرقی   | —                      |                 | [ ۱ ]    |
| ۲۸ ژانویه ۱۷۴۰  | ۱۹:۵۴:۵۹           | ۱۴۶        | جزئی   | ۰٫۳۳۸۷ | —                 | ۶۹°۳۰′جنوبی ۳۶°۱۲′شرقی / ۶۹٫۵°جنوبی ۳۶٫۲°شرقی   | —                      |                 | [ ۱ ]    |
| ۲۴ ژوئن ۱۷۴۰    | ۰۲:۱۸:۵۴           | ۱۱۳        | جزئی   | ۰٫۷۶۹۷ | —                 | ۶۶°۱۲′جنوبی ۱۵۶°۴۲′شرقی / ۶۶٫۲°جنوبی ۱۵۶٫۷°شرقی | —                      |                 | [ ۱ ]    |
| ۱۸ دسامبر ۱۷۴۰  | ۲۲:۴۳:۱۷           | ۱۱۸        | حلقه‌ای | ۰٫۹۹۱۷ | ۰۰ دقیقه ۵۳ ثانیه | ۱۹°۵۴′شمالی ۱۵۶°۲۴′غربی / ۱۹٫۹°شمالی ۱۵۶٫۴°غربی | ۴۰ کیلومتر (۲۵ مایل)   |                 | [ ۱ ]    |
| ۱۳ ژوئن ۱۷۴۱    | ۱۰:۱۲:۴۸           | ۱۲۳        | کامل   | ۱٫۰۲۳۹ | ۰۲ دقیقه ۳۵ ثانیه | ۶°۰۰′شمالی ۲۹°۲۴′شرقی / ۶٫۰°شمالی ۲۹٫۴°شرقی     | ۸۵ کیلومتر (۵۳ مایل)   |                 | [ ۱ ]    |
| ۸ دسامبر ۱۷۴۱   | ۰۵:۳۸:۰۰           | ۱۲۸        | حلقه‌ای | ۰٫۹۴۳۴ | ۰۶ دقیقه ۵۱ ثانیه | ۲۳°۰۰′جنوبی ۹۳°۳۶′شرقی / ۲۳٫۰°جنوبی ۹۳٫۶°شرقی   | ۲۰۹ کیلومتر (۱۳۰ مایل) |                 | [ ۱ ]    |
| ۳ ژوئن ۱۷۴۲     | ۰۰:۳۹:۵۷           | ۱۳۳        | کامل   | ۱٫۰۶۸۳ | ۰۵ دقیقه ۰۰ ثانیه | ۴۹°۰۰′شمالی ۱۶۰°۱۲′شرقی / ۴۹٫۰°شمالی ۱۶۰٫۲°شرقی | ۲۵۱ کیلومتر (۱۵۶ مایل) |                 | [ ۱ ]    |
| ۲۷ نوامبر ۱۷۴۲  | ۰۵:۵۸:۵۹           | ۱۳۸        | حلقه‌ای | ۰٫۹۱۵۶ | ۰۷ دقیقه ۲۶ ثانیه | ۶۲°۳۶′جنوبی ۶۲°۱۲′شرقی / ۶۲٫۶°جنوبی ۶۲٫۲°شرقی   | ۴۵۰ کیلومتر (۲۸۰ مایل) |                 | [ ۱ ]    |
| ۲۴ آوریل ۱۷۴۳   | ۱۰:۰۰:۱۰           | ۱۰۵        | جزئی   | ۰٫۳۱۵۲ | —                 | ۶۱°۴۸′جنوبی ۹۴°۲۴′شرقی / ۶۱٫۸°جنوبی ۹۴٫۴°شرقی   | —                      |                 | [ ۱ ]    |
| ۲۳ مه ۱۷۴۳      | ۱۷:۴۸:۵۵           | ۱۴۳        | جزئی   | ۰٫۶۶۷۲ | —                 | ۶۳°۳۰′شمالی ۱۳۲°۵۴′شرقی / ۶۳٫۵°شمالی ۱۳۲٫۹°شرقی | —                      |                 | [ ۱ ]    |
| ۱۷ اکتبر ۱۷۴۳   | ۱۴:۲۵:۴۲           | ۱۱۰        | جزئی   | ۰٫۰۳۸۷ | —                 | ۶۱°۳۰′شمالی ۳۲°۳۰′شرقی / ۶۱٫۵°شمالی ۳۲٫۵°شرقی   | —                      |                 | [ ۱ ]    |
| ۱۶ نوامبر ۱۷۴۳  | ۰۵:۵۸:۲۵           | ۱۴۸        | جزئی   | ۰٫۳۴۲۴ | —                 | ۶۲°۴۸′جنوبی ۴۴°۲۴′غربی / ۶۲٫۸°جنوبی ۴۴٫۴°غربی   | —                      |                 | [ ۱ ]    |
| ۱۲ آوریل ۱۷۴۴   | ۲۲:۱۵:۲۴           | ۱۱۵        | حلقه‌ای | ۰٫۹۸۹۵ | ۰۰ دقیقه ۵۹ ثانیه | ۲۹°۰۶′جنوبی ۱۳۲°۳۶′غربی / ۲۹٫۱°جنوبی ۱۳۲٫۶°غربی | ۴۹ کیلومتر (۳۰ مایل)   |                 | [ ۱ ]    |
| ۶ اکتبر ۱۷۴۴    | ۰۰:۵۱:۲۴           | ۱۲۰        | کامل   | ۱٫۰۲۶۳ | ۰۲ دقیقه ۰۴ ثانیه | ۳۷°۰۰′شمالی ۱۶۹°۰۶′غربی / ۳۷٫۰°شمالی ۱۶۹٫۱°غربی | ۱۳۲ کیلومتر (۸۲ مایل)  |                 | [ ۱ ]    |
| ۲ آوریل ۱۷۴۵    | ۰۳:۰۹:۱۸           | ۱۲۵        | حلقه‌ای | ۰٫۹۴۴۴ | ۰۶ دقیقه ۱۳ ثانیه | ۷°۴۲′شمالی ۱۳۲°۱۲′شرقی / ۷٫۷°شمالی ۱۳۲٫۲°شرقی   | ۲۰۵ کیلومتر (۱۲۷ مایل) |                 | [ ۱ ]    |
| ۲۵ سپتامبر ۱۷۴۵ | ۱۶:۲۸:۵۶           | ۱۳۰        | کامل   | ۱٫۰۶۵۵ | ۰۵ دقیقه ۲۱ ثانیه | ۰°۱۸′شمالی ۶۸°۳۶′غربی / ۰٫۳°شمالی ۶۸٫۶°غربی     | ۲۱۴ کیلومتر (۱۳۳ مایل) |                 | [ ۱ ]    |
| ۲۲ مارس ۱۷۴۶    | ۰۳:۰۲:۴۹           | ۱۳۵        | حلقه‌ای | ۰٫۹۲۷۷ | ۰۶ دقیقه ۵۱ ثانیه | ۴۳°۳۰′شمالی ۱۰۴°۴۲′شرقی / ۴۳٫۵°شمالی ۱۰۴٫۷°شرقی | ۴۱۹ کیلومتر (۲۶۰ مایل) |                 | [ ۱ ]    |
| ۱۵ سپتامبر ۱۷۴۶ | ۰۸:۴۶:۳۷           | ۱۴۰        | کامل   | ۱٫۰۴۴۱ | ۰۳ دقیقه ۲۳ ثانیه | ۳۴°۵۴′جنوبی ۲۳°۰۰′شرقی / ۳۴٫۹°جنوبی ۲۳٫۰°شرقی   | ۲۰۰ کیلومتر (۱۲۰ مایل) |                 | [ ۱ ]    |
| ۹ فوریه ۱۷۴۷    | ۱۵:۱۱:۱۸           | ۱۰۷        | جزئی   | ۰٫۲۸۶۰ | —                 | ۶۲°۰۶′جنوبی ۷۵°۳۰′شرقی / ۶۲٫۱°جنوبی ۷۵٫۵°شرقی   | —                      |                 | [ ۱ ]    |
| ۱۱ مارس ۱۷۴۷    | ۰۵:۱۸:۰۸           | ۱۴۵        | جزئی   | ۰٫۱۸۷۲ | —                 | ۶۱°۰۰′شمالی ۲۰°۱۲′شرقی / ۶۱٫۰°شمالی ۲۰٫۲°شرقی   | —                      |                 | [ ۱ ]    |
| ۶ اوت ۱۷۴۷      | ۰۹:۰۱:۲۱           | ۱۱۲        | جزئی   | ۰٫۵۳۳۹ | —                 | ۶۲°۲۴′شمالی ۱۷۱°۱۸′شرقی / ۶۲٫۴°شمالی ۱۷۱٫۳°شرقی | —                      |                 | [ ۱ ]    |
| ۴ سپتامبر ۱۷۴۷  | ۲۱:۰۷:۵۷           | ۱۵۰        | جزئی   | ۰٫۱۰۸۶ | —                 | ۶۱°۲۴′جنوبی ۱۴۶°۰۶′شرقی / ۶۱٫۴°جنوبی ۱۴۶٫۱°شرقی | —                      |                 | [ ۱ ]    |
| ۳۰ ژانویه ۱۷۴۸  | ۰۳:۲۹:۱۳           | ۱۱۷        | کامل   | ۱٫۰۳۱۶ | ۰۲ دقیقه ۱۲ ثانیه | ۵۴°۲۴′جنوبی ۱۵۴°۴۸′شرقی / ۵۴٫۴°جنوبی ۱۵۴٫۸°شرقی | ۱۴۰ کیلومتر (۸۷ مایل)  |                 | [ ۱ ]    |
| ۲۵ ژوئیه ۱۷۴۸   | ۱۱:۲۷:۰۲           | ۱۲۲        | حلقه‌ای | ۰٫۹۴۶۱ | ۰۵ دقیقه ۱۲ ثانیه | ۴۸°۴۲′شمالی ۲۴°۳۰′شرقی / ۴۸٫۷°شمالی ۲۴٫۵°شرقی   | ۲۳۱ کیلومتر (۱۴۴ مایل) |                 | [ ۱ ]    |
| ۱۸ ژانویه ۱۷۴۹  | ۱۹:۰۸:۵۶           | ۱۲۷        | کامل   | ۱٫۰۴۶۵ | ۰۴ دقیقه ۰۷ ثانیه | ۱۹°۰۶′جنوبی ۱۰۴°۵۴′غربی / ۱۹٫۱°جنوبی ۱۰۴٫۹°غربی | ۱۵۵ کیلومتر (۹۶ مایل)  |                 | [ ۱ ]    |
| ۱۴ ژوئیه ۱۷۴۹   | ۱۲:۱۹:۲۰           | ۱۳۲        | حلقه‌ای | ۰٫۹۶۲۳ | ۰۴ دقیقه ۴۶ ثانیه | ۷°۴۸′شمالی ۷°۱۲′غربی / ۷٫۸°شمالی ۷٫۲°غربی       | ۱۴۱ کیلومتر (۸۸ مایل)  |                 | [ ۱ ]    |
| ۸ ژانویه ۱۷۵۰   | ۰۹:۲۸:۴۳           | ۱۳۷        | مرکب   | ۱٫۰۰۴۱ | ۰۰ دقیقه ۲۴ ثانیه | ۲۳°۰۰′شمالی ۲۹°۱۸′شرقی / ۲۳٫۰°شمالی ۲۹٫۳°شرقی   | ۲۰ کیلومتر (۱۲ مایل)   |                 | [ ۱ ]    |
| ۳ ژوئیه ۱۷۵۰    | ۱۸:۳۸:۵۲           | ۱۴۲        | جزئی   | ۰٫۹۹۵۶ | —                 | ۶۴°۴۸′جنوبی ۱۲۴°۱۸′غربی / ۶۴٫۸°جنوبی ۱۲۴٫۳°غربی | —                      |                 | [ ۱ ]    |
| ۲۹ نوامبر ۱۷۵۰  | ۰۰:۵۸:۱۴           | ۱۰۹        | جزئی   | ۰٫۱۱۲۹ | —                 | ۶۸°۱۲′جنوبی ۶°۱۲′غربی / ۶۸٫۲°جنوبی ۶٫۲°غربی     | —                      |                 | [ ۱ ]    |
| ۲۸ دسامبر ۱۷۵۰  | ۱۸:۰۶:۵۱           | ۱۴۷        | جزئی   | ۰٫۱۵۰۶ | —                 | ۶۵°۱۸′شمالی ۱۱۱°۴۸′غربی / ۶۵٫۳°شمالی ۱۱۱٫۸°غربی | —                      |                 | [ ۱ ]    |
| ۲۵ مه ۱۷۵۱      | ۰۰:۵۵:۱۶           | ۱۱۴        | کامل   | ۱٫۰۶۷۰ | ۰۳ دقیقه ۵۳ ثانیه | ۷۷°۰۰′شمالی ۱۴۴°۴۲′شرقی / ۷۷٫۰°شمالی ۱۴۴٫۷°شرقی | ۴۰۲ کیلومتر (۲۵۰ مایل) |                 | [ ۱ ]    |
| ۱۸ نوامبر ۱۷۵۱  | ۰۰:۲۶:۰۰           | ۱۱۹        | حلقه‌ای | ۰٫۹۱۵۹ | ۰۶ دقیقه ۴۵ ثانیه | ۷۴°۵۴′جنوبی ۱۴۲°۴۸′شرقی / ۷۴٫۹°جنوبی ۱۴۲٫۸°شرقی | ۵۹۷ کیلومتر (۳۷۱ مایل) |                 | [ ۱ ]    |
| ۱۳ مه ۱۷۵۲      | ۱۷:۵۶:۲۹           | ۱۲۴        | کامل   | ۱٫۰۶۳۷ | ۰۵ دقیقه ۴۲ ثانیه | ۲۴°۵۴′شمالی ۹۱°۰۶′غربی / ۲۴٫۹°شمالی ۹۱٫۱°غربی   | ۲۱۰ کیلومتر (۱۳۰ مایل) |                 | [ ۱ ]    |
| ۶ نوامبر ۱۷۵۲   | ۰۱:۴۸:۱۴           | ۱۲۹        | حلقه‌ای | ۰٫۹۵۶۷ | ۰۵ دقیقه ۰۳ ثانیه | ۲۳°۱۲′جنوبی ۱۴۷°۲۴′شرقی / ۲۳٫۲°جنوبی ۱۴۷٫۴°شرقی | ۱۵۹ کیلومتر (۹۹ مایل)  |                 | [ ۱ ]    |
| ۳ مه ۱۷۵۳       | ۰۷:۳۹:۴۰           | ۱۳۴        | مرکب   | ۱٫۰۰۷۹ | ۰۰ دقیقه ۴۸ ثانیه | ۲۴°۵۴′جنوبی ۷۳°۰۰′شرقی / ۲۴٫۹°جنوبی ۷۳٫۰°شرقی   | ۳۶ کیلومتر (۲۲ مایل)   |                 | [ ۱ ]    |
| ۲۶ اکتبر ۱۷۵۳   | ۱۰:۲۲:۰۱           | ۱۳۹        | مرکب   | ۱٫۰۱۱۵ | ۰۱ دقیقه ۰۸ ثانیه | ۲۲°۴۲′شمالی ۲۹°۴۲′شرقی / ۲۲٫۷°شمالی ۲۹٫۷°شرقی   | ۴۹ کیلومتر (۳۰ مایل)   |                 | [ ۱ ]    |
| ۲۳ مارس ۱۷۵۴    | ۲۲:۲۸:۵۹           | ۱۰۶        | جزئی   | ۰٫۲۰۳۲ | —                 | ۷۲°۰۶′شمالی ۱۱۰°۳۶′شرقی / ۷۲٫۱°شمالی ۱۱۰٫۶°شرقی | —                      |                 | [ ۱ ]    |
| ۲۲ آوریل ۱۷۵۴   | ۱۴:۲۵:۵۷           | ۱۴۴        | جزئی   | ۰٫۱۶۶۹ | —                 | ۷۱°۰۰′جنوبی ۱۴°۰۰′شرقی / ۷۱٫۰°جنوبی ۱۴٫۰°شرقی   | —                      |                 | [ ۱ ]    |
| ۱۶ سپتامبر ۱۷۵۴ | ۱۶:۲۵:۴۱           | ۱۱۱        | جزئی   | ۰٫۳۸۲۱ | —                 | ۷۱°۵۴′جنوبی ۱۴۹°۵۴′غربی / ۷۱٫۹°جنوبی ۱۴۹٫۹°غربی | —                      |                 | [ ۱ ]    |
| ۱۶ اکتبر ۱۷۵۴   | ۰۰:۵۷:۴۶           | ۱۴۹        | جزئی   | ۰٫۵۳۱۴ | —                 | ۷۱°۳۰′شمالی ۱۳۵°۳۰′غربی / ۷۱٫۵°شمالی ۱۳۵٫۵°غربی | —                      |                 | [ ۱ ]    |
| ۱۲ مارس ۱۷۵۵    | ۲۲:۰۹:۳۲           | ۱۱۶        | حلقه‌ای | ۰٫۹۳۱۹ | ۰۷ دقیقه ۰۷ ثانیه | ۴۲°۱۲′شمالی ۱۶۷°۲۴′غربی / ۴۲٫۲°شمالی ۱۶۷٫۴°غربی | ۳۷۵ کیلومتر (۲۳۳ مایل) |                 | [ ۱ ]    |
| ۶ سپتامبر ۱۷۵۵  | ۰۸:۰۹:۴۶           | ۱۲۱        | کامل   | ۱٫۰۳۴۲ | ۰۳ دقیقه ۰۰ ثانیه | ۳۲°۰۶′جنوبی ۴۴°۱۸′شرقی / ۳۲٫۱°جنوبی ۴۴٫۳°شرقی   | ۱۵۰ کیلومتر (۹۳ مایل)  |                 | [ ۱ ]    |
| ۱ مارس ۱۷۵۶     | ۰۲:۰۷:۰۹           | ۱۲۶        | حلقه‌ای | ۰٫۹۷۸۷ | ۰۲ دقیقه ۲۴ ثانیه | ۷°۳۰′جنوبی ۱۵۱°۲۴′شرقی / ۷٫۵°جنوبی ۱۵۱٫۴°شرقی   | ۷۶ کیلومتر (۴۷ مایل)   |                 | [ ۱ ]    |
| ۲۵ اوت ۱۷۵۶     | ۱۸:۴۶:۱۷           | ۱۳۱        | حلقه‌ای | ۰٫۹۸۵۳ | ۰۱ دقیقه ۳۸ ثانیه | ۱۶°۰۶′شمالی ۹۹°۳۰′غربی / ۱۶٫۱°شمالی ۹۹٫۵°غربی   | ۵۲ کیلومتر (۳۲ مایل)   |                 | [ ۱ ]    |
| ۱۸ فوریه ۱۷۵۷   | ۱۳:۱۴:۱۲           | ۱۳۶        | کامل   | ۱٫۰۲۵۱ | ۰۱ دقیقه ۵۱ ثانیه | ۵۳°۴۸′جنوبی ۲°۵۴′شرقی / ۵۳٫۸°جنوبی ۲٫۹°شرقی     | ۱۱۹ کیلومتر (۷۴ مایل)  |                 | [ ۱ ]    |
| ۱۴ اوت ۱۷۵۷     | ۲۲:۱۶:۴۵           | ۱۴۱        | حلقه‌ای | ۰٫۹۴۰۷ | ۰۴ دقیقه ۳۶ ثانیه | ۷۱°۳۶′شمالی ۱۱۳°۳۰′غربی / ۷۱٫۶°شمالی ۱۱۳٫۵°غربی | ۴۶۷ کیلومتر (۲۹۰ مایل) |                 | [ ۱ ]    |
| ۹ ژانویه ۱۷۵۸   | ۱۸:۱۳:۴۲           | ۱۰۸        | جزئی   | ۰٫۳۹۷۲ | —                 | ۶۷°۴۸′شمالی ۹۸°۴۲′غربی / ۶۷٫۸°شمالی ۹۸٫۷°غربی   | —                      |                 | [ ۱ ]    |
| ۸ فوریه ۱۷۵۸    | ۰۴:۴۰:۵۲           | ۱۴۶        | جزئی   | ۰٫۳۵۴۹ | —                 | ۷۰°۲۴′جنوبی ۱۰۷°۴۸′غربی / ۷۰٫۴°جنوبی ۱۰۷٫۸°غربی | —                      |                 | [ ۱ ]    |
| ۵ ژوئیه ۱۷۵۸    | ۰۸:۵۷:۴۴           | ۱۱۳        | جزئی   | ۰٫۶۳۰۲ | —                 | ۶۷°۱۲′جنوبی ۴۶°۲۴′شرقی / ۶۷٫۲°جنوبی ۴۶٫۴°شرقی   | —                      |                 | [ ۱ ]    |
| ۳۰ دسامبر ۱۷۵۸  | ۰۷:۲۰:۱۲           | ۱۱۸        | حلقه‌ای | ۰٫۹۸۸۵ | ۰۱ دقیقه ۱۵ ثانیه | ۲۰°۴۸′شمالی ۷۲°۱۲′شرقی / ۲۰٫۸°شمالی ۷۲٫۲°شرقی   | ۵۶ کیلومتر (۳۵ مایل)   |                 | [ ۱ ]    |
| ۲۴ ژوئن ۱۷۵۹    | ۱۷:۲۰:۵۹           | ۱۲۳        | کامل   | ۱٫۰۲۷۵ | ۰۲ دقیقه ۵۹ ثانیه | ۱°۲۴′شمالی ۷۸°۰۶′غربی / ۱٫۴°شمالی ۷۸٫۱°غربی     | ۱۰۱ کیلومتر (۶۳ مایل)  |                 | [ ۱ ]    |
| ۱۹ دسامبر ۱۷۵۹  | ۱۳:۵۰:۰۵           | ۱۲۸        | حلقه‌ای | ۰٫۹۴۰۴ | ۰۷ دقیقه ۲۵ ثانیه | ۲۳°۱۸′جنوبی ۲۸°۰۰′غربی / ۲۳٫۳°جنوبی ۲۸٫۰°غربی   | ۲۲۱ کیلومتر (۱۳۷ مایل) |                 | [ ۱ ]    |
| ۱۳ ژوئن ۱۷۶۰    | ۰۸:۰۹:۱۵           | ۱۳۳        | کامل   | ۱٫۰۷۱۹ | ۰۵ دقیقه ۲۷ ثانیه | ۴۶°۰۰′شمالی ۵۲°۴۲′شرقی / ۴۶٫۰°شمالی ۵۲٫۷°شرقی   | ۲۵۴ کیلومتر (۱۵۸ مایل) |                 | [ ۱ ]    |
| ۷ دسامبر ۱۷۶۰   | ۱۳:۵۳:۴۴           | ۱۳۸        | حلقه‌ای | ۰٫۹۱۴۴ | ۰۷ دقیقه ۳۶ ثانیه | ۶۴°۴۲′جنوبی ۴۹°۲۴′غربی / ۶۴٫۷°جنوبی ۴۹٫۴°غربی   | ۴۵۱ کیلومتر (۲۸۰ مایل) |                 | [ ۱ ]    |
| ۴ مه ۱۷۶۱       | ۱۷:۴۳:۱۱           | ۱۰۵        | جزئی   | ۰٫۲۰۳۱ | —                 | ۶۲°۲۴′جنوبی ۳۰°۱۸′غربی / ۶۲٫۴°جنوبی ۳۰٫۳°غربی   | —                      |                 | [ ۱ ]    |
| ۳ ژوئن ۱۷۶۱     | ۰۱:۲۲:۳۸           | ۱۴۳        | جزئی   | ۰٫۷۹۳۹ | —                 | ۶۴°۲۴′شمالی ۹°۵۴′شرقی / ۶۴٫۴°شمالی ۹٫۹°شرقی     | —                      |                 | [ ۱ ]    |
| ۲۶ نوامبر ۱۷۶۱  | ۱۴:۰۰:۲۷           | ۱۴۸        | جزئی   | ۰٫۳۷۳۲ | —                 | ۶۳°۴۲′جنوبی ۱۷۴°۱۲′غربی / ۶۳٫۷°جنوبی ۱۷۴٫۲°غربی | —                      |                 | [ ۱ ]    |
| ۲۴ آوریل ۱۷۶۲   | ۰۵:۴۲:۱۰           | ۱۱۵        | حلقه‌ای | ۰٫۹۸۸۱ | ۰۱ دقیقه ۰۸ ثانیه | ۳۰°۱۸′جنوبی ۱۱۵°۳۶′شرقی / ۳۰٫۳°جنوبی ۱۱۵٫۶°شرقی | ۶۱ کیلومتر (۳۸ مایل)   |                 | [ ۱ ]    |
| ۱۷ اکتبر ۱۷۶۲   | ۰۹:۰۰:۳۴           | ۱۲۰        | کامل   | ۱٫۰۲۵۳ | ۰۲ دقیقه ۰۲ ثانیه | ۳۶°۱۲′شمالی ۶۷°۳۶′شرقی / ۳۶٫۲°شمالی ۶۷٫۶°شرقی   | ۱۳۵ کیلومتر (۸۴ مایل)  |                 | [ ۱ ]    |
| ۱۳ آوریل ۱۷۶۳   | ۱۰:۱۹:۳۱           | ۱۲۵        | حلقه‌ای | ۰٫۹۴۵۵ | ۰۶ دقیقه ۱۱ ثانیه | ۹°۰۰′شمالی ۲۵°۱۸′شرقی / ۹٫۰°شمالی ۲۵٫۳°شرقی     | ۲۰۱ کیلومتر (۱۲۵ مایل) |                 | [ ۱ ]    |
| ۷ اکتبر ۱۷۶۳    | ۰۰:۳۹:۰۴           | ۱۳۰        | کامل   | ۱٫۰۶۲۷ | ۰۵ دقیقه ۰۹ ثانیه | ۲°۰۰′جنوبی ۱۶۹°۰۶′شرقی / ۲٫۰°جنوبی ۱۶۹٫۱°شرقی   | ۲۰۶ کیلومتر (۱۲۸ مایل) |                 | [ ۱ ]    |
| ۱ آوریل ۱۷۶۴    | ۱۰:۱۷:۱۵           | ۱۳۵        | حلقه‌ای | ۰٫۹۳۲۳ | ۰۶ دقیقه ۲۰ ثانیه | ۴۴°۱۲′شمالی ۲°۳۰′غربی / ۴۴٫۲°شمالی ۲٫۵°غربی     | ۳۶۱ کیلومتر (۲۲۴ مایل) |                 | [ ۱ ]    |
| ۲۵ سپتامبر ۱۷۶۴ | ۱۶:۴۱:۴۳           | ۱۴۰        | کامل   | ۱٫۰۳۹۴ | ۰۳ دقیقه ۰۱ ثانیه | ۳۶°۰۰′جنوبی ۹۵°۳۰′غربی / ۳۶٫۰°جنوبی ۹۵٫۵°غربی   | ۱۷۱ کیلومتر (۱۰۶ مایل) |                 | [ ۱ ]    |
| ۱۹ فوریه ۱۷۶۵   | ۲۳:۲۸:۳۸           | ۱۰۷        | جزئی   | ۰٫۲۶۳۵ | —                 | ۶۱°۳۶′جنوبی ۵۷°۴۲′غربی / ۶۱٫۶°جنوبی ۵۷٫۷°غربی   | —                      |                 | [ ۱ ]    |
| ۲۱ مارس ۱۷۶۵    | ۱۳:۰۱:۴۵           | ۱۴۵        | جزئی   | ۰٫۲۵۲۴ | —                 | ۶۱°۰۰′شمالی ۱۰۴°۱۸′غربی / ۶۱٫۰°شمالی ۱۰۴٫۳°غربی | —                      |                 | [ ۱ ]    |
| ۱۶ اوت ۱۷۶۵     | ۱۵:۵۴:۰۲           | ۱۱۲        | جزئی   | ۰٫۳۹۹۴ | —                 | ۶۱°۴۸′شمالی ۵۹°۱۲′شرقی / ۶۱٫۸°شمالی ۵۹٫۲°شرقی   | —                      |                 | [ ۱ ]    |
| ۱۵ سپتامبر ۱۷۶۵ | ۰۴:۳۲:۳۴           | ۱۵۰        | جزئی   | ۰٫۲۰۰۹ | —                 | ۶۱°۰۶′جنوبی ۲۶°۱۲′شرقی / ۶۱٫۱°جنوبی ۲۶٫۲°شرقی   | —                      |                 | [ ۱ ]    |
| 9 February 1766 | ۱۲:۰۹:۴۴           | ۱۱۷        | کامل   | ۱٫۰۳۵۲ | ۰۲ دقیقه ۲۷ ثانیه | ۵۰°۴۲′جنوبی ۲۶°۳۶′شرقی / ۵۰٫۷°جنوبی ۲۶٫۶°شرقی   | ۱۵۶ کیلومتر (۹۷ مایل)  |                 | [ ۱ ]    |
| ۵ اوت ۱۷۶۶      | ۱۷:۵۶:۵۸           | ۱۲۲        | حلقه‌ای | ۰٫۹۴۳۳ | ۰۵ دقیقه ۱۵ ثانیه | ۵۰°۱۲′شمالی ۶۷°۰۰′غربی / ۵۰٫۲°شمالی ۶۷٫۰°غربی   | ۲۶۰ کیلومتر (۱۶۰ مایل) |                 | [ ۱ ]    |
| ۳۰ ژانویه ۱۷۶۷  | ۰۳:۵۶:۵۵           | ۱۲۷        | کامل   | ۱٫۰۴۷۱ | ۰۴ دقیقه ۰۶ ثانیه | ۱۶°۴۸′جنوبی ۱۲۳°۵۴′شرقی / ۱۶٫۸°جنوبی ۱۲۳٫۹°شرقی | ۱۵۷ کیلومتر (۹۸ مایل)  |                 | [ ۱ ]    |
| ۲۵ ژوئیه ۱۷۶۷   | ۱۸:۵۵:۴۸           | ۱۳۲        | حلقه‌ای | ۰٫۹۶۳۸ | ۰۴ دقیقه ۲۱ ثانیه | ۱۰°۴۸′شمالی ۱۰۵°۳۰′غربی / ۱۰٫۸°شمالی ۱۰۵٫۵°غربی | ۱۳۲ کیلومتر (۸۲ مایل)  |                 | [ ۱ ]    |
| ۱۹ ژانویه ۱۷۶۸  | ۱۸:۰۹:۲۹           | ۱۳۷        | مرکب   | ۱٫۰۰۲۲ | ۰۰ دقیقه ۱۳ ثانیه | ۲۳°۵۴′شمالی ۱۰۳°۱۲′غربی / ۲۳٫۹°شمالی ۱۰۳٫۲°غربی | ۱۱ کیلومتر (۶٫۸ مایل)  |                 | [ ۱ ]    |
| ۱۴ ژوئیه ۱۷۶۸   | ۰۱:۴۰:۵۷           | ۱۴۲        | مرکب   | ۱٫۰۰۵۵ | ۰۰ دقیقه ۲۹ ثانیه | ۴۳°۰۰′جنوبی ۱۳۷°۲۴′شرقی / ۴۳٫۰°جنوبی ۱۳۷٫۴°شرقی | ۴۸ کیلومتر (۳۰ مایل)   |                 | [ ۱ ]    |
| ۹ دسامبر ۱۷۶۸   | ۰۹:۰۱:۳۹           | ۱۰۹        | جزئی   | ۰٫۰۹۳۲ | —                 | ۶۷°۰۶′جنوبی ۱۳۸°۰۶′غربی / ۶۷٫۱°جنوبی ۱۳۸٫۱°غربی | —                      |                 | [ ۱ ]    |
| ۸ ژانویه ۱۷۶۹   | ۰۲:۲۶:۴۲           | ۱۴۷        | جزئی   | ۰٫۱۵۳۰ | —                 | ۶۴°۱۸′شمالی ۱۱۳°۳۰′شرقی / ۶۴٫۳°شمالی ۱۱۳٫۵°شرقی | —                      |                 | [ ۱ ]    |
| ۴ ژوئن ۱۷۶۹     | ۰۸:۲۸:۳۴           | ۱۱۴        | کامل   | ۱٫۰۶۷۱ | ۰۳ دقیقه ۳۶ ثانیه | ۸۷°۱۸′شمالی ۲۶°۱۲′شرقی / ۸۷٫۳°شمالی ۲۶٫۲°شرقی   | ۵۲۱ کیلومتر (۳۲۴ مایل) |                 | [ ۱ ]    |
| ۲۸ نوامبر ۱۷۶۹  | ۰۸:۱۸:۴۰           | ۱۱۹        | حلقه‌ای | ۰٫۹۱۴۴ | ۰۶ دقیقه ۳۸ ثانیه | ۸۰°۰۰′جنوبی ۳۲°۰۰′شرقی / ۸۰٫۰°جنوبی ۳۲٫۰°شرقی   | ۶۳۸ کیلومتر (۳۹۶ مایل) |                 | [ ۱ ]    |
| ۲۵ مه ۱۷۷۰      | ۰۱:۳۰:۱۲           | ۱۲۴        | کامل   | ۱٫۰۶۳۴ | ۰۵ دقیقه ۳۱ ثانیه | ۳۱°۱۲′شمالی ۱۵۵°۳۶′شرقی / ۳۱٫۲°شمالی ۱۵۵٫۶°شرقی | ۲۱۱ کیلومتر (۱۳۱ مایل) |                 | [ ۱ ]    |
| ۱۷ نوامبر ۱۷۷۰  | ۰۹:۵۱:۵۳           | ۱۲۹        | حلقه‌ای | ۰٫۹۵۷۱ | ۰۴ دقیقه ۵۶ ثانیه | ۲۷°۱۸′جنوبی ۲۷°۰۶′شرقی / ۲۷٫۳°جنوبی ۲۷٫۱°شرقی   | ۱۵۸ کیلومتر (۹۸ مایل)  |                 | [ ۱ ]    |
| ۱۴ مه ۱۷۷۱      | ۱۵:۰۰:۰۲           | ۱۳۴        | مرکب   | ۱٫۰۰۷۶ | ۰۰ دقیقه ۴۹ ثانیه | ۱۷°۴۸′جنوبی ۴۰°۲۴′غربی / ۱۷٫۸°جنوبی ۴۰٫۴°غربی   | ۳۳ کیلومتر (۲۱ مایل)   |                 | [ ۱ ]    |
| ۶ نوامبر ۱۷۷۱   | ۱۸:۴۱:۰۲           | ۱۳۹        | مرکب   | ۱٫۰۱۲۰ | ۰۱ دقیقه ۱۳ ثانیه | ۱۷°۵۴′شمالی ۹۷°۱۸′غربی / ۱۷٫۹°شمالی ۹۷٫۳°غربی   | ۵۰ کیلومتر (۳۱ مایل)   |                 | [ ۱ ]    |
| ۳ آوریل ۱۷۷۲    | ۰۵:۴۳:۵۳           | ۱۰۶        | جزئی   | ۰٫۱۲۲۹ | —                 | ۷۱°۵۴′شمالی ۱۲°۱۸′غربی / ۷۱٫۹°شمالی ۱۲٫۳°غربی   | —                      |                 | [ ۱ ]    |
| ۲ مه ۱۷۷۲       | ۲۱:۲۶:۴۱           | ۱۴۴        | جزئی   | ۰٫۲۶۸۳ | —                 | ۷۰°۱۲′جنوبی ۱۰۴°۰۶′غربی / ۷۰٫۲°جنوبی ۱۰۴٫۱°غربی | —                      |                 | [ ۱ ]    |
| ۲۷ سپتامبر ۱۷۷۲ | ۰۰:۲۸:۱۹           | ۱۱۱        | جزئی   | ۰٫۲۹۸۸ | —                 | ۷۲°۰۰′جنوبی ۷۵°۲۴′شرقی / ۷۲٫۰°جنوبی ۷۵٫۴°شرقی   | —                      |                 | [ ۱ ]    |
| ۲۶ اکتبر ۱۷۷۲   | ۰۹:۲۱:۱۸           | ۱۴۹        | جزئی   | ۰٫۵۸۴۶ | —                 | ۷۰°۵۴′شمالی ۸۵°۰۶′شرقی / ۷۰٫۹°شمالی ۸۵٫۱°شرقی   | —                      |                 | [ ۱ ]    |
| ۲۳ مارس ۱۷۷۳    | ۰۵:۳۶:۵۸           | ۱۱۶        | حلقه‌ای | ۰٫۹۳۵۷ | ۰۶ دقیقه ۱۳ ثانیه | ۴۹°۱۸′شمالی ۷۶°۱۲′شرقی / ۴۹٫۳°شمالی ۷۶٫۲°شرقی   | ۳۷۸ کیلومتر (۲۳۵ مایل) |                 | [ ۱ ]    |
| ۱۶ سپتامبر ۱۷۷۳ | ۱۵:۵۲:۲۳           | ۱۲۱        | کامل   | ۱٫۰۲۷۵ | ۰۲ دقیقه ۱۸ ثانیه | ۳۹°۵۴′جنوبی ۷۵°۳۰′غربی / ۳۹٫۹°جنوبی ۷۵٫۵°غربی   | ۱۳۰ کیلومتر (۸۱ مایل)  |                 | [ ۱ ]    |
| ۱۲ مارس ۱۷۷۴    | ۱۰:۰۵:۱۴           | ۱۲۶        | حلقه‌ای | ۰٫۹۸۴۵ | ۰۱ دقیقه ۴۳ ثانیه | ۱°۴۲′جنوبی ۳۰°۴۸′شرقی / ۱٫۷°جنوبی ۳۰٫۸°شرقی     | ۵۵ کیلومتر (۳۴ مایل)   |                 | [ ۱ ]    |
| ۶ سپتامبر ۱۷۷۴  | ۰۱:۵۷:۴۰           | ۱۳۱        | حلقه‌ای | ۰٫۹۷۹۷ | ۰۲ دقیقه ۲۰ ثانیه | ۸°۴۲′شمالی ۱۵۰°۵۴′شرقی / ۸٫۷°شمالی ۱۵۰٫۹°شرقی   | ۷۲ کیلومتر (۴۵ مایل)   |                 | [ ۱ ]    |
| ۱ مارس ۱۷۷۵     | ۲۱:۳۹:۲۰           | ۱۳۶        | کامل   | ۱٫۰۳۰۴ | ۰۲ دقیقه ۲۰ ثانیه | ۴۷°۵۴′جنوبی ۱۲۴°۴۸′غربی / ۴۷٫۹°جنوبی ۱۲۴٫۸°غربی | ۱۳۹ کیلومتر (۸۶ مایل)  |                 | [ ۱ ]    |
| ۲۶ اوت ۱۷۷۵     | ۰۴:۵۹:۴۰           | ۱۴۱        | حلقه‌ای | ۰٫۹۳۹۱ | ۰۵ دقیقه ۱۶ ثانیه | ۶۱°۱۸′شمالی ۱۳۲°۰۰′شرقی / ۶۱٫۳°شمالی ۱۳۲٫۰°شرقی | ۳۸۳ کیلومتر (۲۳۸ مایل) |                 | [ ۱ ]    |
| ۲۱ ژانویه ۱۷۷۶  | ۰۳:۰۲:۲۷           | ۱۰۸        | جزئی   | ۰٫۳۸۴۷ | —                 | ۶۸°۴۸′شمالی ۱۱۷°۳۶′شرقی / ۶۸٫۸°شمالی ۱۱۷٫۶°شرقی | —                      |                 | [ ۱ ]    |
| ۱۹ فوریه ۱۷۷۶   | ۱۳:۲۰:۱۱           | ۱۴۶        | جزئی   | ۰٫۳۸۰۰ | —                 | ۷۱°۰۶′جنوبی ۱۰۹°۱۲′شرقی / ۷۱٫۱°جنوبی ۱۰۹٫۲°شرقی | —                      |                 | [ ۱ ]    |
| ۱۵ ژوئیه ۱۷۷۶   | ۱۵:۳۹:۲۹           | ۱۱۳        | جزئی   | ۰٫۴۹۳۵ | —                 | ۶۸°۱۲′جنوبی ۶۵°۰۶′غربی / ۶۸٫۲°جنوبی ۶۵٫۱°غربی   | —                      |                 | [ ۱ ]    |
| ۱۴ اوت ۱۷۷۶     | ۰۵:۲۲:۵۶           | ۱۵۱        | جزئی   | ۰٫۰۴۳۵ | —                 | ۷۰°۳۶′شمالی ۱۲۳°۳۰′غربی / ۷۰٫۶°شمالی ۱۲۳٫۵°غربی | —                      |                 | [ ۱ ]    |
| ۹ ژانویه ۱۷۷۷   | ۱۵:۵۵:۳۵           | ۱۱۸        | حلقه‌ای | ۰٫۹۸۵۹ | ۰۱ دقیقه ۳۲ ثانیه | ۲۲°۲۴′شمالی ۵۸°۵۴′غربی / ۲۲٫۴°شمالی ۵۸٫۹°غربی   | ۷۰ کیلومتر (۴۳ مایل)   |                 | [ ۱ ]    |
| ۵ ژوئیه ۱۷۷۷    | ۰۰:۲۹:۲۹           | ۱۲۳        | کامل   | ۱٫۰۳۰۵ | ۰۳ دقیقه ۱۷ ثانیه | ۴°۱۲′جنوبی ۱۷۳°۴۲′شرقی / ۴٫۲°جنوبی ۱۷۳٫۷°شرقی   | ۱۱۵ کیلومتر (۷۱ مایل)  |                 | [ ۱ ]    |
| ۲۹ دسامبر ۱۷۷۷  | ۲۲:۰۳:۲۸           | ۱۲۸        | حلقه‌ای | ۰٫۹۳۸۰ | ۰۷ دقیقه ۵۳ ثانیه | ۲۲°۴۲′جنوبی ۱۵۰°۰۰′غربی / ۲۲٫۷°جنوبی ۱۵۰٫۰°غربی | ۲۳۱ کیلومتر (۱۴۴ مایل) |                 | [ ۱ ]    |
| 24 June 1778    | ۱۵:۳۴:۵۶           | ۱۳۳        | کامل   | ۱٫۰۷۴۶ | ۰۵ دقیقه ۵۲ ثانیه | ۴۱°۴۸′شمالی ۵۵°۰۰′غربی / ۴۱٫۸°شمالی ۵۵٫۰°غربی   | ۲۵۵ کیلومتر (۱۵۸ مایل) |                 | [ ۱ ]    |
| ۱۸ دسامبر ۱۷۷۸  | ۲۱:۵۳:۵۴           | ۱۳۸        | حلقه‌ای | ۰٫۹۱۳۷ | ۰۷ دقیقه ۴۴ ثانیه | ۶۵°۴۸′جنوبی ۱۶۰°۳۶′غربی / ۶۵٫۸°جنوبی ۱۶۰٫۶°غربی | ۴۵۰ کیلومتر (۲۸۰ مایل) |                 | [ ۱ ]    |
| ۱۶ مه ۱۷۷۹      | ۰۱:۱۷:۳۹           | ۱۰۵        | جزئی   | ۰٫۰۷۹۶ | —                 | ۶۳°۰۰′جنوبی ۱۵۳°۰۶′غربی / ۶۳٫۰°جنوبی ۱۵۳٫۱°غربی | —                      |                 | [ ۱ ]    |
| ۱۴ ژوئن ۱۷۷۹    | ۰۸:۵۱:۲۸           | ۱۴۳        | جزئی   | ۰٫۹۲۷۶ | —                 | ۶۵°۱۸′شمالی ۱۱۲°۰۶′غربی / ۶۵٫۳°شمالی ۱۱۲٫۱°غربی | —                      |                 | [ ۱ ]    |
| ۷ دسامبر ۱۷۷۹   | ۲۲:۰۸:۵۶           | ۱۴۸        | جزئی   | ۰٫۳۹۶۲ | —                 | ۶۴°۳۶′جنوبی ۵۴°۱۲′شرقی / ۶۴٫۶°جنوبی ۵۴٫۲°شرقی   | —                      |                 | [ ۱ ]    |
| ۴ مه ۱۷۸۰       | ۱۳:۰۰:۴۲           | ۱۱۵        | حلقه‌ای | ۰٫۹۸۶۱ | ۰۱ دقیقه ۲۱ ثانیه | ۳۳°۱۸′جنوبی ۵°۵۴′شرقی / ۳۳٫۳°جنوبی ۵٫۹°شرقی     | ۸۱ کیلومتر (۵۰ مایل)   |                 | [ ۱ ]    |
| ۲۷ اکتبر ۱۷۸۰   | ۱۷:۱۸:۲۷           | ۱۲۰        | کامل   | ۱٫۰۲۴۴ | ۰۲ دقیقه ۰۰ ثانیه | ۳۵°۳۶′شمالی ۵۸°۳۶′غربی / ۳۵٫۶°شمالی ۵۸٫۶°غربی   | ۱۳۸ کیلومتر (۸۶ مایل)  |                 | [ ۱ ]    |
| ۲۳ آوریل ۱۷۸۱   | ۱۷:۲۱:۲۶           | ۱۲۵        | حلقه‌ای | ۰٫۹۴۶۷ | ۰۶ دقیقه ۱۳ ثانیه | ۹°۴۲′شمالی ۷۹°۱۲′غربی / ۹٫۷°شمالی ۷۹٫۲°غربی     | ۱۹۷ کیلومتر (۱۲۲ مایل) |                 | [ ۱ ]    |
| ۱۷ اکتبر ۱۷۸۱   | ۰۸:۵۵:۵۹           | ۱۳۰        | کامل   | ۱٫۰۵۹۶ | ۰۴ دقیقه ۵۹ ثانیه | ۴°۱۸′جنوبی ۴۵°۰۶′شرقی / ۴٫۳°جنوبی ۴۵٫۱°شرقی     | ۱۹۷ کیلومتر (۱۲۲ مایل) |                 | [ ۱ ]    |
| ۱۲ آوریل ۱۷۸۲   | ۱۷:۲۴:۴۷           | ۱۳۵        | حلقه‌ای | ۰٫۹۳۷۰ | ۰۵ دقیقه ۵۱ ثانیه | ۴۵°۰۶′شمالی ۱۰۷°۰۶′غربی / ۴۵٫۱°شمالی ۱۰۷٫۱°غربی | ۳۱۱ کیلومتر (۱۹۳ مایل) |                 | [ ۱ ]    |
| ۷ اکتبر ۱۷۸۲    | ۰۰:۴۳:۱۹           | ۱۴۰        | کامل   | ۱٫۰۳۴۴ | ۰۲ دقیقه ۳۷ ثانیه | ۳۷°۵۴′جنوبی ۱۴۴°۳۶′شرقی / ۳۷٫۹°جنوبی ۱۴۴٫۶°شرقی | ۱۴۴ کیلومتر (۸۹ مایل)  |                 | [ ۱ ]    |
| ۳ مارس ۱۷۸۳     | ۰۷:۴۰:۳۰           | ۱۰۷        | جزئی   | ۰٫۲۳۱۲ | —                 | ۶۱°۱۸′جنوبی ۱۷۰°۳۰′شرقی / ۶۱٫۳°جنوبی ۱۷۰٫۵°شرقی | —                      |                 | [ ۱ ]    |
| ۱ آوریل ۱۷۸۳    | ۲۰:۳۸:۳۹           | ۱۴۵        | جزئی   | ۰٫۳۲۹۹ | —                 | ۶۱°۰۰′شمالی ۱۳۲°۴۸′شرقی / ۶۱٫۰°شمالی ۱۳۲٫۸°شرقی | —                      |                 | [ ۱ ]    |
| ۲۷ اوت ۱۷۸۳     | ۲۲:۵۲:۰۶           | ۱۱۲        | جزئی   | ۰٫۲۷۵۷ | —                 | ۶۱°۲۴′شمالی ۵۴°۰۶′غربی / ۶۱٫۴°شمالی ۵۴٫۱°غربی   | —                      |                 | [ ۱ ]    |
| ۲۶ سپتامبر ۱۷۸۳ | ۱۲:۰۴:۱۷           | ۱۵۰        | جزئی   | ۰٫۲۸۱۴ | —                 | ۶۱°۰۶′جنوبی ۹۵°۲۴′غربی / ۶۱٫۱°جنوبی ۹۵٫۴°غربی   | —                      |                 | [ ۱ ]    |
| ۲۰ فوریه ۱۷۸۴   | ۲۰:۴۵:۳۸           | ۱۱۷        | کامل   | ۱٫۰۳۸۹ | ۰۲ دقیقه ۴۴ ثانیه | ۴۷°۱۲′جنوبی ۱۰۱°۳۰′غربی / ۴۷٫۲°جنوبی ۱۰۱٫۵°غربی | ۱۷۴ کیلومتر (۱۰۸ مایل) |                 | [ ۱ ]    |
| ۱۶ اوت ۱۷۸۴     | ۰۰:۳۱:۵۳           | ۱۲۲        | حلقه‌ای | ۰٫۹۴۰۲ | ۰۵ دقیقه ۲۳ ثانیه | ۵۰°۵۴′شمالی ۱۵۹°۴۸′غربی / ۵۰٫۹°شمالی ۱۵۹٫۸°غربی | ۲۹۹ کیلومتر (۱۸۶ مایل) |                 | [ ۱ ]    |
| ۹ فوریه ۱۷۸۵    | ۱۲:۴۰:۴۱           | ۱۲۷        | کامل   | ۱٫۰۴۸۰ | ۰۴ دقیقه ۰۷ ثانیه | ۱۴°۰۶′جنوبی ۶°۳۶′غربی / ۱۴٫۱°جنوبی ۶٫۶°غربی     | ۱۵۹ کیلومتر (۹۹ مایل)  |                 | [ ۱ ]    |
| ۵ اوت ۱۷۸۵      | ۰۱:۳۷:۲۲           | ۱۳۲        | حلقه‌ای | ۰٫۹۶۵۰ | ۰۴ دقیقه ۰۱ ثانیه | ۱۲°۴۲′شمالی ۱۵۵°۱۸′شرقی / ۱۲٫۷°شمالی ۱۵۵٫۳°شرقی | ۱۲۷ کیلومتر (۷۹ مایل)  |                 | [ ۱ ]    |
| ۳۰ ژانویه ۱۷۸۶  | ۰۲:۴۵:۲۶           | ۱۳۷        | مرکب   | ۱٫۰۰۰۹ | ۰۰ دقیقه ۰۵ ثانیه | ۲۵°۰۶′شمالی ۱۲۵°۳۰′شرقی / ۲۵٫۱°شمالی ۱۲۵٫۵°شرقی | ۵ کیلومتر (۳٫۱ مایل)   |                 | [ ۱ ]    |
| ۲۵ ژوئیه ۱۷۸۶   | ۰۸:۴۶:۳۳           | ۱۴۲        | کامل   | ۱٫۰۱۰۶ | ۰۰ دقیقه ۵۹ ثانیه | ۳۴°۳۶′جنوبی ۳۰°۴۸′شرقی / ۳۴٫۶°جنوبی ۳۰٫۸°شرقی   | ۶۶ کیلومتر (۴۱ مایل)   |                 | [ ۱ ]    |
| ۲۰ دسامبر ۱۷۸۶  | ۱۷:۰۷:۲۴           | ۱۰۹        | جزئی   | ۰٫۰۷۷۲ | —                 | ۶۶°۰۰′جنوبی ۸۹°۵۴′شرقی / ۶۶٫۰°جنوبی ۸۹٫۹°شرقی   | —                      |                 | [ ۱ ]    |
| ۱۹ ژانویه ۱۷۸۷  | ۱۰:۴۳:۱۳           | ۱۴۷        | جزئی   | ۰٫۱۵۹۱ | —                 | ۶۳°۲۴′شمالی ۲۰°۰۶′غربی / ۶۳٫۴°شمالی ۲۰٫۱°غربی   | —                      |                 | [ ۱ ]    |
| ۱۵ ژوئن ۱۷۸۷    | ۱۵:۵۹:۲۵           | ۱۱۴        | کامل   | ۱٫۰۶۴۸ | ۰۳ دقیقه ۰۹ ثانیه | ۷۸°۴۲′شمالی ۱۰۴°۴۸′شرقی / ۷۸٫۷°شمالی ۱۰۴٫۸°شرقی | ۹۹۸ کیلومتر (۶۲۰ مایل) |                 | [ ۱ ]    |
| ۹ دسامبر ۱۷۸۷   | ۱۶:۱۵:۳۸           | ۱۱۹        | حلقه‌ای | ۰٫۹۱۳۶ | ۰۶ دقیقه ۳۲ ثانیه | ۸۳°۲۴′جنوبی ۶۲°۴۲′غربی / ۸۳٫۴°جنوبی ۶۲٫۷°غربی   | ۶۷۲ کیلومتر (۴۱۸ مایل) |                 | [ ۱ ]    |
| ۴ ژوئن ۱۷۸۸     | ۰۸:۵۹:۳۱           | ۱۲۴        | کامل   | ۱٫۰۶۲۳ | ۰۵ دقیقه ۱۵ ثانیه | ۳۷°۰۰′شمالی ۴۴°۲۴′شرقی / ۳۷٫۰°شمالی ۴۴٫۴°شرقی   | ۲۱۱ کیلومتر (۱۳۱ مایل) |                 | [ ۱ ]    |
| ۲۷ نوامبر ۱۷۸۸  | ۱۸:۰۲:۵۴           | ۱۲۹        | حلقه‌ای | ۰٫۹۵۷۹ | ۰۴ دقیقه ۴۶ ثانیه | ۳۰°۲۴′جنوبی ۹۴°۱۸′غربی / ۳۰٫۴°جنوبی ۹۴٫۳°غربی   | ۱۵۵ کیلومتر (۹۶ مایل)  |                 | [ ۱ ]    |
| ۲۴ مه ۱۷۸۹      | ۲۲:۱۱:۵۸           | ۱۳۴        | مرکب   | ۱٫۰۰۶۸ | ۰۰ دقیقه ۴۶ ثانیه | ۱۱°۰۰′جنوبی ۱۵۱°۰۰′غربی / ۱۱٫۰°جنوبی ۱۵۱٫۰°غربی | ۲۸ کیلومتر (۱۷ مایل)   |                 | [ ۱ ]    |
| ۱۷ نوامبر ۱۷۸۹  | ۰۳:۰۸:۳۵           | ۱۳۹        | مرکب   | ۱٫۰۱۲۶ | ۰۱ دقیقه ۱۹ ثانیه | ۱۴°۰۶′شمالی ۱۳۳°۵۴′شرقی / ۱۴٫۱°شمالی ۱۳۳٫۹°شرقی | ۵۲ کیلومتر (۳۲ مایل)   |                 | [ ۱ ]    |
| ۱۴ آوریل ۱۷۹۰   | ۱۲:۴۸:۱۵           | ۱۰۶        | جزئی   | ۰٫۰۲۸۷ | —                 | ۷۱°۲۴′شمالی ۱۳۲°۰۶′غربی / ۷۱٫۴°شمالی ۱۳۲٫۱°غربی | —                      |                 | [ ۱ ]    |
| ۱۴ مه ۱۷۹۰      | ۰۴:۱۷:۲۱           | ۱۴۴        | جزئی   | ۰٫۳۸۴۰ | —                 | ۶۹°۲۴′جنوبی ۱۴۰°۵۴′شرقی / ۶۹٫۴°جنوبی ۱۴۰٫۹°شرقی | —                      |                 | [ ۱ ]    |
| ۸ اکتبر ۱۷۹۰    | ۰۸:۳۸:۵۲           | ۱۱۱        | جزئی   | ۰٫۲۲۸۷ | —                 | ۷۱°۴۲′جنوبی ۶۱°۱۸′غربی / ۷۱٫۷°جنوبی ۶۱٫۳°غربی   | —                      |                 | [ ۱ ]    |
| ۶ نوامبر ۱۷۹۰   | ۱۷:۵۳:۱۱           | ۱۴۹        | جزئی   | ۰٫۶۲۴۵ | —                 | ۷۰°۰۶′شمالی ۵۵°۴۸′غربی / ۷۰٫۱°شمالی ۵۵٫۸°غربی   | —                      |                 | [ ۱ ]    |
| ۳ آوریل ۱۷۹۱    | ۱۲:۵۵:۱۳           | ۱۱۶        | حلقه‌ای | ۰٫۹۳۹۴ | ۰۵ دقیقه ۲۱ ثانیه | ۵۷°۰۶′شمالی ۳۹°۳۰′غربی / ۵۷٫۱°شمالی ۳۹٫۵°غربی   | ۳۹۴ کیلومتر (۲۴۵ مایل) |                 | [ ۱ ]    |
| ۲۷ سپتامبر ۱۷۹۱ | ۲۳:۴۲:۳۰           | ۱۲۱        | کامل   | ۱٫۰۲۰۶ | ۰۱ دقیقه ۳۸ ثانیه | ۴۷°۳۶′جنوبی ۱۶۲°۲۴′شرقی / ۴۷٫۶°جنوبی ۱۶۲٫۴°شرقی | ۱۰۶ کیلومتر (۶۶ مایل)  |                 | [ ۱ ]    |
| ۲۲ مارس ۱۷۹۲    | ۱۷:۵۷:۳۴           | ۱۲۶        | حلقه‌ای | ۰٫۹۹۰۵ | ۰۱ دقیقه ۰۲ ثانیه | ۴°۳۰′شمالی ۸۸°۴۲′غربی / ۴٫۵°شمالی ۸۸٫۷°غربی     | ۳۳ کیلومتر (۲۱ مایل)   |                 | [ ۱ ]    |
| ۱۶ سپتامبر ۱۷۹۲ | ۰۹:۱۳:۵۲           | ۱۳۱        | حلقه‌ای | ۰٫۹۷۳۹ | ۰۳ دقیقه ۰۲ ثانیه | ۱°۱۸′شمالی ۳۹°۵۴′شرقی / ۱٫۳°شمالی ۳۹٫۹°شرقی     | ۹۳ کیلومتر (۵۸ مایل)   |                 | [ ۱ ]    |
| ۱۲ مارس ۱۷۹۳    | ۰۶:۰۰:۰۷           | ۱۳۶        | کامل   | ۱٫۰۳۵۹ | ۰۲ دقیقه ۵۱ ثانیه | ۴۱°۴۲′جنوبی ۱۰۷°۴۸′شرقی / ۴۱٫۷°جنوبی ۱۰۷٫۸°شرقی | ۱۵۸ کیلومتر (۹۸ مایل)  |                 | [ ۱ ]    |
| ۵ سپتامبر ۱۷۹۳  | ۱۱:۴۷:۲۴           | ۱۴۱        | حلقه‌ای | ۰٫۹۳۷۰ | ۰۶ دقیقه ۰۲ ثانیه | ۵۱°۴۲′شمالی ۲۳°۰۰′شرقی / ۵۱٫۷°شمالی ۲۳٫۰°شرقی   | ۳۴۷ کیلومتر (۲۱۶ مایل) |                 | [ ۱ ]    |
| ۳۱ ژانویه ۱۷۹۴  | ۱۱:۴۸:۴۵           | ۱۰۸        | جزئی   | ۰٫۳۶۸۰ | —                 | ۶۹°۴۸′شمالی ۲۶°۰۰′غربی / ۶۹٫۸°شمالی ۲۶٫۰°غربی   | —                      |                 | [ ۱ ]    |
| ۱ مارس ۱۷۹۴     | ۲۱:۵۴:۰۰           | ۱۴۶        | جزئی   | ۰٫۴۱۳۶ | —                 | ۷۱°۳۶′جنوبی ۳۲°۵۴′غربی / ۷۱٫۶°جنوبی ۳۲٫۹°غربی   | —                      |                 | [ ۱ ]    |
| ۲۶ ژوئیه ۱۷۹۴   | ۲۲:۲۴:۲۷           | ۱۱۳        | جزئی   | ۰٫۳۵۹۹ | —                 | ۶۹°۰۶′جنوبی ۱۷۸°۰۰′غربی / ۶۹٫۱°جنوبی ۱۷۸٫۰°غربی | —                      |                 | [ ۱ ]    |
| ۲۵ اوت ۱۷۹۴     | ۱۲:۰۸:۵۶           | ۱۵۱        | جزئی   | ۰٫۱۷۰۹ | —                 | ۷۱°۱۸′شمالی ۱۲۱°۵۴′شرقی / ۷۱٫۳°شمالی ۱۲۱٫۹°شرقی | —                      |                 | [ ۱ ]    |
| ۲۱ ژانویه ۱۷۹۵  | ۰۰:۲۹:۱۳           | ۱۱۸        | حلقه‌ای | ۰٫۹۸۳۷ | ۰۱ دقیقه ۴۴ ثانیه | ۲۴°۴۸′شمالی ۱۷۰°۱۸′شرقی / ۲۴٫۸°شمالی ۱۷۰٫۳°شرقی | ۸۱ کیلومتر (۵۰ مایل)   |                 | [ ۱ ]    |
| ۱۶ ژوئیه ۱۷۹۵   | ۰۷:۴۱:۳۶           | ۱۲۳        | کامل   | ۱٫۰۳۲۷ | ۰۳ دقیقه ۲۶ ثانیه | ۱۰°۲۴′جنوبی ۶۳°۴۸′شرقی / ۱۰٫۴°جنوبی ۶۳٫۸°شرقی   | ۱۳۰ کیلومتر (۸۱ مایل)  |                 | [ ۱ ]    |
| ۱۰ ژانویه ۱۷۹۶  | ۰۶:۱۴:۵۲           | ۱۲۸        | حلقه‌ای | ۰٫۹۳۶۲ | ۰۸ دقیقه ۱۵ ثانیه | ۲۱°۰۶′جنوبی ۸۸°۱۸′شرقی / ۲۱٫۱°جنوبی ۸۸٫۳°شرقی   | ۲۳۸ کیلومتر (۱۴۸ مایل) |                 | [ ۱ ]    |
| ۴ ژوئیه ۱۷۹۶    | ۲۳:۰۲:۵۴           | ۱۳۳        | کامل   | ۱٫۰۷۶۴ | ۰۶ دقیقه ۱۵ ثانیه | ۳۶°۴۸′شمالی ۱۶۴°۳۶′غربی / ۳۶٫۸°شمالی ۱۶۴٫۶°غربی | ۲۵۵ کیلومتر (۱۵۸ مایل) |                 | [ ۱ ]    |
| ۲۹ دسامبر ۱۷۹۶  | ۰۵:۵۴:۵۸           | ۱۳۸        | حلقه‌ای | ۰٫۹۱۳۶ | ۰۷ دقیقه ۵۱ ثانیه | ۶۵°۳۰′جنوبی ۸۸°۳۶′شرقی / ۶۵٫۵°جنوبی ۸۸٫۶°شرقی   | ۴۴۶ کیلومتر (۲۷۷ مایل) |                 | [ ۱ ]    |
| ۲۴ ژوئن ۱۷۹۷    | ۱۶:۱۸:۱۳           | ۱۴۳        | کامل   | ۱٫۰۵۷۰ | ۰۲ دقیقه ۴۷ ثانیه | ۷۷°۱۲′شمالی ۱۳۳°۵۴′شرقی / ۷۷٫۲°شمالی ۱۳۳٫۹°شرقی | ۹۷۵ کیلومتر (۶۰۶ مایل) |                 | [ ۱ ]    |
| ۱۸ دسامبر ۱۷۹۷  | ۰۶:۲۱:۵۱           | ۱۴۸        | جزئی   | ۰٫۴۱۴۲ | —                 | ۶۵°۳۶′جنوبی ۷۹°۰۰′غربی / ۶۵٫۶°جنوبی ۷۹٫۰°غربی   | —                      |                 | [ ۱ ]    |
| ۱۵ مه ۱۷۹۸      | ۲۰:۱۰:۳۲           | ۱۱۵        | حلقه‌ای | ۰٫۹۸۳۲ | ۰۱ دقیقه ۳۶ ثانیه | ۳۸°۳۶′جنوبی ۱۰۱°۳۶′غربی / ۳۸٫۶°جنوبی ۱۰۱٫۶°غربی | ۱۲۱ کیلومتر (۷۵ مایل)  |                 | [ ۱ ]    |
| ۸ نوامبر ۱۷۹۸   | ۰۱:۴۴:۳۹           | ۱۲۰        | کامل   | ۱٫۰۲۳۷ | ۰۱ دقیقه ۵۹ ثانیه | ۳۵°۰۶′شمالی ۱۷۲°۳۰′شرقی / ۳۵٫۱°شمالی ۱۷۲٫۵°شرقی | ۱۴۱ کیلومتر (۸۸ مایل)  |                 | [ ۱ ]    |
| ۵ مه ۱۷۹۹       | ۰۰:۱۳:۰۸           | ۱۲۵        | حلقه‌ای | ۰٫۹۴۷۶ | ۰۶ دقیقه ۲۰ ثانیه | ۹°۱۸′شمالی ۱۷۸°۵۴′شرقی / ۹٫۳°شمالی ۱۷۸٫۹°شرقی   | ۱۹۴ کیلومتر (۱۲۱ مایل) |                 | [ ۱ ]    |
| ۲۸ اکتبر ۱۷۹۹   | ۱۷:۲۱:۴۶           | ۱۳۰        | کامل   | ۱٫۰۵۶۶ | ۰۴ دقیقه ۵۰ ثانیه | ۶°۴۲′جنوبی ۸۱°۱۸′غربی / ۶٫۷°جنوبی ۸۱٫۳°غربی     | ۱۸۸ کیلومتر (۱۱۷ مایل) |                 | [ ۱ ]    |
| ۲۴ آوریل ۱۸۰۰   | ۰۰:۲۴:۰۰           | ۱۳۵        | حلقه‌ای | ۰٫۹۴۱۷ | ۰۵ دقیقه ۲۷ ثانیه | ۴۵°۴۲′شمالی ۱۵۱°۱۸′شرقی / ۴۵٫۷°شمالی ۱۵۱٫۳°شرقی | ۲۶۹ کیلومتر (۱۶۷ مایل) |                 | [ ۱ ]    |
| ۱۸ اکتبر ۱۸۰۰   | ۰۸:۵۱:۵۳           | ۱۴۰        | کامل   | ۱٫۰۲۹۳ | ۰۲ دقیقه ۱۴ ثانیه | ۴۰°۱۸′جنوبی ۲۳°۱۲′شرقی / ۴۰٫۳°جنوبی ۲۳٫۲°شرقی   | ۱۲۰ کیلومتر (۷۵ مایل)  |                 | [ ۱ ]    |